# ATP Challenger Tour 2024
L'ATP Challenger Tour 2024 è stata una serie di tornei internazionali maschili studiati per consentire a giocatori di seconda fascia di acquisire un ranking sufficiente per accedere ai tabelloni principali dei tornei dell'ATP Tour. Erano previsti tornei con montepremi minimo da 40 000 $ fino a un massimo di 220 000 $. È stata la quarantasettesima edizione del circuito di seconda fascia del tennis professionistico, la sedicesima sotto il nome Challenger Tour.

## Calendario

### Gennaio
| Settimana  | Torneo | Campione                                                         | Finalista                                           | Semifinalisti                            | Eliminati ai quarti                                                            |
| ---------- | --- | ---------------------------------------------------------------- | --------------------------------------------------- | ---------------------------------------- | ------------------------------------------------------------------------------ |
| 1º gennaio | Canberra International Tennis Canberra, Australia Challenger 125 – Cemento 32S/24Q/16D – 164 000$ Singolare – Doppio            | Dominik Koepfer 6–3, 6–2                                         | Jakub Menšík                                        | Gabriel Diallo Brandon Nakashima         | David Goffin Matteo Gigante Alexander Ritschard Tristan Schoolkate             |
| 1º gennaio | Canberra International Tennis Canberra, Australia Challenger 125 – Cemento 32S/24Q/16D – 164 000$ Singolare – Doppio            | Daniel Rincón Abedallah Shelbayh 7–6(4), 6–3                     | André Göransson Albano Olivetti                     | Gabriel Diallo Brandon Nakashima         | David Goffin Matteo Gigante Alexander Ritschard Tristan Schoolkate             |
| 1º gennaio | Internationaux de Nouvelle-Calédonie Nouméa, Nuova Caledonia Challenger 100 – Cemento 32S/24Q/16D – 130 000$ Singolare – Doppio | Arthur Cazaux 6–1, 6–1                                           | Enzo Couacaud                                       | Gijs Brouwer Harold Mayot                | Richard Gasquet Hugo Gaston Benoît Paire Jesper de Jong                        |
| 1º gennaio | Internationaux de Nouvelle-Calédonie Nouméa, Nuova Caledonia Challenger 100 – Cemento 32S/24Q/16D – 130 000$ Singolare – Doppio | Colin Sinclair Rubin Statham 7–5, 6–2                            | Toshihide Matsui Calum Puttergill                   | Gijs Brouwer Harold Mayot                | Richard Gasquet Hugo Gaston Benoît Paire Jesper de Jong                        |
| 1º gennaio | Nonthaburi Challenger I Nonthaburi, Thailandia Challenger 75 – Cemento 32S/24Q/16D – 80 000$ Singolare – Doppio                 | Valentin Vacherot 3–2 rit.                                       | Lucas Pouille                                       | Hong Seong-chan Hsu Yu-hsiou             | Gauthier Onclin Marat Sharipov Francesco Passaro Brandon Holt                  |
| 1º gennaio | Nonthaburi Challenger I Nonthaburi, Thailandia Challenger 75 – Cemento 32S/24Q/16D – 80 000$ Singolare – Doppio                 | Arthur Fery Joshua Paris 6–2, 7–5                                | Pruchya Isaro Maximus Jones                         | Hong Seong-chan Hsu Yu-hsiou             | Gauthier Onclin Marat Sharipov Francesco Passaro Brandon Holt                  |
| 1º gennaio | Oeiras Indoors I Oeiras, Portogallo Challenger 50 – Cemento (i) 32S/24Q/16D – 36 000€ Singolare – Doppio                        | Maks Kaśnikowski 7–6(1), 4–6, 6–3                                | Gastão Elias                                        | Jahor Herasimaŭ Valentin Royer           | Thai-Son Kwiatkowski Jaime Faria Tristan Lamasine João Sousa                   |
| 1º gennaio | Oeiras Indoors I Oeiras, Portogallo Challenger 50 – Cemento (i) 32S/24Q/16D – 36 000€ Singolare – Doppio                        | Jay Clarke Marcus Willis 6–4, 6(9)–7, [10–3]                     | Théo Arribagé Michael Geerts                        | Jahor Herasimaŭ Valentin Royer           | Thai-Son Kwiatkowski Jaime Faria Tristan Lamasine João Sousa                   |
| 8 gennaio  | Nonthaburi Challenger II Nonthaburi, Thailandia Challenger 75 – Cemento 32S/24Q/16D – 80 000$ Singolare – Doppio                | Valentin Vacherot 7–5, 7–6(5)                                    | Manuel Guinard                                      | Arthur Fery Rio Noguchi                  | Dennis Novak Hiroki Moriya Yasutaka Uchiyama Brandon Holt                      |
| 8 gennaio  | Nonthaburi Challenger II Nonthaburi, Thailandia Challenger 75 – Cemento 32S/24Q/16D – 80 000$ Singolare – Doppio                | Manuel Guinard Grégoire Jacq 6–4, 7–6(6)                         | Francis Casey Alcantara Sun Fajing                  | Arthur Fery Rio Noguchi                  | Dennis Novak Hiroki Moriya Yasutaka Uchiyama Brandon Holt                      |
| 8 gennaio  | Oeiras Indoors II Oeiras, Portogallo Challenger 75 – Cemento (i) 32S/24Q/16D – 73 000€ Singolare – Doppio                       | Leandro Riedi 7–6(6), 6–2                                        | Martin Damm Jr.                                     | Marius Copil Gastão Elias                | Alejandro Moro Cañas João Sousa Elmer Møller Valentin Royer                    |
| 8 gennaio  | Oeiras Indoors II Oeiras, Portogallo Challenger 75 – Cemento (i) 32S/24Q/16D – 73 000€ Singolare – Doppio                       | Karol Drzewiecki Piotr Matuszewski 6–3, 6–4                      | Arjun Kadhe Marcus Willis                           | Marius Copil Gastão Elias                | Alejandro Moro Cañas João Sousa Elmer Møller Valentin Royer                    |
| 8 gennaio  | Challenger Tenis Club Argentino Buenos Aires, Argentina Challenger 50 – Terra rossa 32S/24Q/16D – 40 000$ Singolare – Doppio    | Gonzalo Bueno 6–4, 2–6, 7–6(4)                                   | Dmitrij Popko                                       | João Fonseca João Lucas Reis da Silva    | Gianluca Mager Tristan Boyer Max Houkes Mateus Alves                           |
| 8 gennaio  | Challenger Tenis Club Argentino Buenos Aires, Argentina Challenger 50 – Terra rossa 32S/24Q/16D – 40 000$ Singolare – Doppio    | Arklon Huertas del Pino Conner Huertas del Pino 6–3, 3–6, [10–6] | Max Houkes Lukas Neumayer                           | João Fonseca João Lucas Reis da Silva    | Gianluca Mager Tristan Boyer Max Houkes Mateus Alves                           |
| 15 gennaio | Tenerife Challenger Tenerife, Spagna Challenger 100 – Cemento 32S/24Q/16D – 120 000€ Singolare – Doppio                         | Brandon Nakashima 6–3, 6–4                                       | Pedro Martínez                                      | Denis Yevseyev Javier Barranco Cosano    | Samuel Vincent Ruggeri Francesco Maestrelli Michail Kukuškin Pablo Llamas Ruiz |
| 15 gennaio | Tenerife Challenger Tenerife, Spagna Challenger 100 – Cemento 32S/24Q/16D – 120 000€ Singolare – Doppio                         | Vasil Kirkov Luis David Martínez 3–6, 6–4, [10–3]                | Karol Drzewiecki Piotr Matuszewski                  | Denis Yevseyev Javier Barranco Cosano    | Samuel Vincent Ruggeri Francesco Maestrelli Michail Kukuškin Pablo Llamas Ruiz |
| 15 gennaio | Nonthaburi Challenger III Nonthaburi, Thailandia Challenger 75 – Cemento 32S/24Q/16D – 80 000$ Singolare – Doppio               | Matteo Gigante 6–4, 6–1                                          | Hong Seong-chan                                     | Jason Jung Giovanni Fonio                | Duje Ajduković Ryan Peniston Nicolas Moreno de Alboran Dennis Novak            |
| 15 gennaio | Nonthaburi Challenger III Nonthaburi, Thailandia Challenger 75 – Cemento 32S/24Q/16D – 80 000$ Singolare – Doppio               | Luke Johnson Skander Mansouri 7–5, 6–4                           | Rithvik Choudary Bollipalli Niki Kaliyanda Poonacha | Jason Jung Giovanni Fonio                | Duje Ajduković Ryan Peniston Nicolas Moreno de Alboran Dennis Novak            |
| 15 gennaio | Southern California Open Indian Wells, Stati Uniti Challenger 50 – Cemento 32S/24Q/16D – 40 000$ Singolare – Doppio             | Mitchell Krueger 4–6, 6–3, 6–4                                   | Brandon Holt                                        | Paul Jubb Thai-Son Kwiatkowski           | Omni Kumar Learner Tien Daniel Cukierman Marco Trungelliti                     |
| 15 gennaio | Southern California Open Indian Wells, Stati Uniti Challenger 50 – Cemento 32S/24Q/16D – 40 000$ Singolare – Doppio             | Ryan Seggerman Patrik Trhac 6–2, 7–6(3)                          | Thai-Son Kwiatkowski Alex Lawson                    | Paul Jubb Thai-Son Kwiatkowski           | Omni Kumar Learner Tien Daniel Cukierman Marco Trungelliti                     |
| 15 gennaio | Challenger Tenis Club Argentino II Buenos Aires, Argentina Challenger 50 – Terra rossa 32S/24Q/16D – 40 000$ Singolare – Doppio | Facundo Bagnis 7–5, 1–6, 7–5                                     | Mariano Navone                                      | Edoardo Lavagno Dmitrij Popko            | Murkel Dellien Santiago Fa Rodríguez Taverna Andrea Collarini Liam Draxl       |
| 15 gennaio | Challenger Tenis Club Argentino II Buenos Aires, Argentina Challenger 50 – Terra rossa 32S/24Q/16D – 40 000$ Singolare – Doppio | João Fonseca Pedro Sakamoto 6–2, 6–2                             | Jakob Schnaitter Mark Wallner                       | Edoardo Lavagno Dmitrij Popko            | Murkel Dellien Santiago Fa Rodríguez Taverna Andrea Collarini Liam Draxl       |
| 22 gennaio | BW Open Ottignies-Louvain-la-Neuve, Belgio Challenger 125 – Cemento (i) 32S/24Q/16D – 148 000€ Singolare – Doppio               | Leandro Riedi 7–5, 6–2                                           | Borna Ćorić                                         | Damir Džumhur Brandon Nakashima          | Abedallah Shelbayh Henri Squire Marc-Andrea Hüsler Jan Choinski                |
| 22 gennaio | BW Open Ottignies-Louvain-la-Neuve, Belgio Challenger 125 – Cemento (i) 32S/24Q/16D – 148 000€ Singolare – Doppio               | Luke Johnson Skander Mansouri 7–5, 6–3                           | Sander Arends Sem Verbeek                           | Damir Džumhur Brandon Nakashima          | Abedallah Shelbayh Henri Squire Marc-Andrea Hüsler Jan Choinski                |
| 22 gennaio | Open Quimper Bretagne Occidentale Quimper, Francia Challenger 125 – Cemento (i) 32S/24Q/16D – 148 000€ Singolare – Doppio       | Pierre-Hugues Herbert 6–3, 6–2                                   | Duje Ajduković                                      | Harold Mayot Matteo Martineau            | Otto Virtanen Maxime Cressy Mathias Bourgue Arthur Rinderknech                 |
| 22 gennaio | Open Quimper Bretagne Occidentale Quimper, Francia Challenger 125 – Cemento (i) 32S/24Q/16D – 148 000€ Singolare – Doppio       | Manuel Guinard Arthur Rinderknech 7–6(4), 6–3                    | Anirudh Chandrasekar Vijay Sundar Prashanth         | Harold Mayot Matteo Martineau            | Otto Virtanen Maxime Cressy Mathias Bourgue Arthur Rinderknech                 |
| 22 gennaio | Punta Open Punta del Este, Uruguay Challenger 75 – Terra rossa 32S/24Q/16D – 80 000$ Singolare – Doppio                         | Gianluca Mager 6(5)–7, 6–2, 6–0                                  | Thiago Agustín Tirante                              | Román Andrés Burruchaga Marco Cecchinato | Thiago Monteiro Murkel Dellien Juan Manuel Cerúndolo Radu Albot                |
| 22 gennaio | Punta Open Punta del Este, Uruguay Challenger 75 – Terra rossa 32S/24Q/16D – 80 000$ Singolare – Doppio                         | Murkel Dellien Federico Agustín Gómez 6–3, 6–2                   | Guido Andreozzi Guillermo Durán                     | Román Andrés Burruchaga Marco Cecchinato | Thiago Monteiro Murkel Dellien Juan Manuel Cerúndolo Radu Albot                |
| 22 gennaio | Southern California Open II Indian Wells, Stati Uniti Challenger 50 – Cemento 32S/24Q/16D – 40 000$ Singolare – Doppio          | Blaise Bicknell 6–3, 6–2                                         | Zachary Svajda                                      | Sebastian Fanselow Andre Ilagan          | Bor Artnak Learner Tien Brandon Holt Thai-Son Kwiatkowski                      |
| 22 gennaio | Southern California Open II Indian Wells, Stati Uniti Challenger 50 – Cemento 32S/24Q/16D – 40 000$ Singolare – Doppio          | Ryan Seggerman Patrik Trhac 6–4, 3–6, [10–3]                     | Thomas John Fancutt Ajeet Rai                       | Sebastian Fanselow Andre Ilagan          | Bor Artnak Learner Tien Brandon Holt Thai-Son Kwiatkowski                      |
| 29 gennaio | Koblenz Open Coblenza, Germania Challenger 100 – Cemento (i) 32S/24Q/16D – 121 000€ Singolare – Doppio                          | Jurij Rodionov 6(7)–7, 6–1, 6–2                                  | Brandon Nakashima                                   | Stefano Travaglia Hazem Naw              | Rudolf Molleker Martin Damm Jr. Zdeněk Kolář Max Hans Rehberg                  |
| 29 gennaio | Koblenz Open Coblenza, Germania Challenger 100 – Cemento (i) 32S/24Q/16D – 121 000€ Singolare – Doppio                          | Sander Arends Sem Verbeek 6–4, 6–2                               | Jakob Schnaitter Mark Wallner                       | Stefano Travaglia Hazem Naw              | Rudolf Molleker Martin Damm Jr. Zdeněk Kolář Max Hans Rehberg                  |
| 29 gennaio | Burnie International Burnie, Australia Challenger 75 – Cemento 32S/24Q/16D – 80 000$ Singolare – Doppio                         | Omar Jasika 6–2, 6(2)–7, 6–3                                     | Alex Bolt                                           | Shintaro Imai Yasutaka Uchiyama          | Dane Sweeny Luke Saville Hiroki Moriya Marc Polmans                            |
| 29 gennaio | Burnie International Burnie, Australia Challenger 75 – Cemento 32S/24Q/16D – 80 000$ Singolare – Doppio                         | Alex Bolt Luke Saville 5–7, 6–3, [12–10]                         | Tristan Schoolkate Adam Walton                      | Shintaro Imai Yasutaka Uchiyama          | Dane Sweeny Luke Saville Hiroki Moriya Marc Polmans                            |
| 29 gennaio | Cleveland Open Cleveland, Stati Uniti Challenger 75 – Cemento (i) 32S/24Q/16D – 80 000$ Singolare – Doppio                      | Patrick Kypson 4–6, 6–3, 6–2                                     | Ethan Quinn                                         | James Duckworth Denis Kudla              | Quinn Vandecasteele Emilio Nava Tennys Sandgren Thai-Son Kwiatkowski           |
| 29 gennaio | Cleveland Open Cleveland, Stati Uniti Challenger 75 – Cemento (i) 32S/24Q/16D – 80 000$ Singolare – Doppio                      | George Goldhoff James Trotter 6(0)–7, 6–3, [10–8]                | William Blumberg Alex Lawson                        | James Duckworth Denis Kudla              | Quinn Vandecasteele Emilio Nava Tennys Sandgren Thai-Son Kwiatkowski           |
| 29 gennaio | Brasil Tennis Challenger Piracicaba, Brasile Challenger 75 – Terra rossa 32S/24Q/16D – 80 000$ Singolare – Doppio               | Camilo Ugo Carabelli 7–5, 6–4                                    | Federico Coria                                      | Matheus Pucinelli de Almeida Felix Gill  | Gianluca Mager Alexander Weis Ivan Gakhov Kilian Feldbausch                    |
| 29 gennaio | Brasil Tennis Challenger Piracicaba, Brasile Challenger 75 – Terra rossa 32S/24Q/16D – 80 000$ Singolare – Doppio               | Guido Andreozzi Guillermo Durán 6–2, 7–6(5)                      | Daniel Dutra da Silva Pedro Sakamoto                | Matheus Pucinelli de Almeida Felix Gill  | Gianluca Mager Alexander Weis Ivan Gakhov Kilian Feldbausch                    |

### Febbraio
| Settimana   | Torneo | Campione                                               | Finalista                                           | Semifinalisti                        | Eliminati ai quarti                                                    |
| ----------- | --- | ------------------------------------------------------ | --------------------------------------------------- | ------------------------------------ | ---------------------------------------------------------------------- |
| 5 febbraio  | Chennai Open Challenger Chennai, India Challenger 100 – Cemento 32S/24Q/16D – 130 000$ Singolare – Doppio                         | Sumit Nagal 6–1, 6–4                                   | Luca Nardi                                          | Tseng Chun-hsin Dalibor Svrčina      | Stefano Napolitano Enrico Dalla Valle Mukund Sasikumar Dominik Palán   |
| 5 febbraio  | Chennai Open Challenger Chennai, India Challenger 100 – Cemento 32S/24Q/16D – 130 000$ Singolare – Doppio                         | Saketh Myneni Ramkumar Ramanathan 3–6, 6–3, [10–5]     | Rithvik Choudary Bollipalli Niki Kaliyanda Poonacha | Tseng Chun-hsin Dalibor Svrčina      | Stefano Napolitano Enrico Dalla Valle Mukund Sasikumar Dominik Palán   |
| 5 febbraio  | Burnie International II Burnie, Australia Challenger 75 – Cemento 32S/24Q/16D – 80 000$ Singolare – Doppio                        | Adam Walton 6–2, 7–6(4)                                | Dane Sweeny                                         | Tristan Schoolkate Yasutaka Uchiyama | Philip Sekulic Li Tu James McCabe Christian Langmo                     |
| 5 febbraio  | Burnie International II Burnie, Australia Challenger 75 – Cemento 32S/24Q/16D – 80 000$ Singolare – Doppio                        | Benjamin Lock Yuta Shimizu 6–4, 7–6(4)                 | Blake Bayldon Kody Pearson                          | Tristan Schoolkate Yasutaka Uchiyama | Philip Sekulic Li Tu James McCabe Christian Langmo                     |
| 5 febbraio  | Nottingham Challenger Nottingham, Regno Unito Challenger 75 – Cemento (i) 32S/24Q/16D – 73 000€ Singolare – Doppio                | Giovanni Mpetshi Perricard 7–6(2), 6–4                 | Matteo Martineau                                    | Michail Kukuškin Alexander Blockx    | Dimitar Kuzmanov Zdeněk Kolář Abedallah Shelbayh Hamish Stewart        |
| 5 febbraio  | Nottingham Challenger Nottingham, Regno Unito Challenger 75 – Cemento (i) 32S/24Q/16D – 73 000€ Singolare – Doppio                | Petr Nouza Patrik Rikl 6–3, 7–6(3)                     | Antoine Escoffier Joshua Paris                      | Michail Kukuškin Alexander Blockx    | Dimitar Kuzmanov Zdeněk Kolář Abedallah Shelbayh Hamish Stewart        |
| 12 febbraio | Bahrain Ministry Of Interior Tennis Challenger Manama, Bahrain Challenger 125 – Cemento 32S/24Q/16D – 164 000$ Singolare – Doppio | Michail Kukuškin 7–6(5), 6–4                           | Richard Gasquet                                     | Damir Džumhur Jakub Menšík           | Billy Harris Daniel Rincón Marco Trungelliti Abedallah Shelbayh        |
| 12 febbraio | Bahrain Ministry Of Interior Tennis Challenger Manama, Bahrain Challenger 125 – Cemento 32S/24Q/16D – 164 000$ Singolare – Doppio | Sergio Martos Gornés Petros Tsitsipas 3–6, 6–3, [10–8] | Vasil Kirkov Patrik Niklas-Salminen                 | Damir Džumhur Jakub Menšík           | Billy Harris Daniel Rincón Marco Trungelliti Abedallah Shelbayh        |
| 12 febbraio | Bengaluru Open Bangalore, India Challenger 100 – Cemento 32S/24Q/16D – 130 000$ Singolare – Doppio                                | Stefano Napolitano 4–6, 6–3, 6–3                       | Hong Seong-chan                                     | Oriol Roca Batalla Sumit Nagal       | Ramkumar Ramanathan Maks Kaśnikowski Moez Echargui Adam Walton         |
| 12 febbraio | Bengaluru Open Bangalore, India Challenger 100 – Cemento 32S/24Q/16D – 130 000$ Singolare – Doppio                                | Saketh Myneni Ramkumar Ramanathan 6–3, 6–4             | Constantin Bittoun Maxime Janvier                   | Oriol Roca Batalla Sumit Nagal       | Ramkumar Ramanathan Maks Kaśnikowski Moez Echargui Adam Walton         |
| 12 febbraio | Challenger Cherbourg-La Manche Cherbourg, Francia Challenger 75 – Cemento (i) 32S/24Q/16D – 73 000€ Singolare – Doppio            | Zsombor Piros 6–3, 6–4                                 | Matteo Martineau                                    | Michael Geerts Quentin Halys         | Mark Lajal Alibek Kachmazov Nikolay Vylegzhanin Titouan Droguet        |
| 12 febbraio | Challenger Cherbourg-La Manche Cherbourg, Francia Challenger 75 – Cemento (i) 32S/24Q/16D – 73 000€ Singolare – Doppio            | George Goldhoff James Trotter 6–2, 6–3                 | Ryan Nijboer Niklas Schell                          | Michael Geerts Quentin Halys         | Mark Lajal Alibek Kachmazov Nikolay Vylegzhanin Titouan Droguet        |
| 12 febbraio | Glasgow Challenger Glasgow, Regno Unito Challenger 50 – Cemento (i) 32S/24Q/16D – 36 000€ Singolare – Doppio                      | Clément Chidekh 0–6, 6–4, 6–1                          | Paul Jubb                                           | Manuel Guinard Elmar Ejupovic        | Hamish Stewart Nicola Kuhn Henry Searle Stuart Parker                  |
| 12 febbraio | Glasgow Challenger Glasgow, Regno Unito Challenger 50 – Cemento (i) 32S/24Q/16D – 36 000€ Singolare – Doppio                      | Scott Duncan Marcus Willis 6–3, 6–2                    | Kyle Edmund Henry Searle                            | Manuel Guinard Elmar Ejupovic        | Hamish Stewart Nicola Kuhn Henry Searle Stuart Parker                  |
| 19 febbraio | Open Pau-Pyrénées Pau, Francia Challenger 125 – Cemento (i) 32S/24Q/16D – 148 000€ Singolare – Doppio                             | Otto Virtanen 7–5, 7–5                                 | Leandro Riedi                                       | Clément Chidekh Brandon Nakashima    | Dino Prižmić Titouan Droguet Mattia Bellucci Lucas Pouille             |
| 19 febbraio | Open Pau-Pyrénées Pau, Francia Challenger 125 – Cemento (i) 32S/24Q/16D – 148 000€ Singolare – Doppio                             | Christian Harrison Brandon Nakashima 7–6(5), 6–4       | Romain Arneodo Sam Weissborn                        | Clément Chidekh Brandon Nakashima    | Dino Prižmić Titouan Droguet Mattia Bellucci Lucas Pouille             |
| 19 febbraio | Pune Challenger Pune, India Challenger 100 – Cemento 32S/24Q/16D – 130 000$ Singolare – Doppio                                    | Valentin Vacherot 3–6, 7–6(5), 7–6(5)                  | Adam Walton                                         | Dane Sweeny Duje Ajduković           | Niki Kaliyanda Poonacha Enzo Couacaud Mukund Sasikumar Alexey Zakharov |
| 19 febbraio | Pune Challenger Pune, India Challenger 100 – Cemento 32S/24Q/16D – 130 000$ Singolare – Doppio                                    | Tristan Schoolkate Adam Walton 7–6(4), 7–5             | Dan Added Chung Yun-seong                           | Dane Sweeny Duje Ajduković           | Niki Kaliyanda Poonacha Enzo Couacaud Mukund Sasikumar Alexey Zakharov |
| 19 febbraio | Tenerife Challenger II Tenerife, Spagna Challenger 75 – Cemento 32S/24Q/16D – 73 000€ Singolare – Doppio                          | Matteo Gigante 6–2, 6–4                                | Stefano Travaglia                                   | Jules Marie Francesco Maestrelli     | Henrique Rocha Jozef Kovalík Martin Damm Jr. Salvatore Caruso          |
| 19 febbraio | Tenerife Challenger II Tenerife, Spagna Challenger 75 – Cemento 32S/24Q/16D – 73 000€ Singolare – Doppio                          | Petr Nouza Patrik Rikl 6–4, 4–6, [11–9]                | Sander Arends Sem Verbeek                           | Jules Marie Francesco Maestrelli     | Henrique Rocha Jozef Kovalík Martin Damm Jr. Salvatore Caruso          |
| 26 febbraio | Play In Challenger Lille Lille, Francia Challenger 100 – Cemento (i) 32S/24Q/16D – 120 000€ Singolare – Doppio                    | Arthur Rinderknech 6–4, 3–6, 7–6(8)                    | Joris De Loore                                      | Otto Virtanen Pierre-Hugues Herbert  | Billy Harris Grégoire Barrère Radu Albot Giovanni Mpetshi Perricard    |
| 26 febbraio | Play In Challenger Lille Lille, Francia Challenger 100 – Cemento (i) 32S/24Q/16D – 120 000€ Singolare – Doppio                    | Christian Harrison Marcus Willis 7–6(6), 6–3           | Titouan Droguet Giovanni Mpetshi Perricard          | Otto Virtanen Pierre-Hugues Herbert  | Billy Harris Grégoire Barrère Radu Albot Giovanni Mpetshi Perricard    |
| 26 febbraio | Delhi Open Nuova Delhi, India Challenger 75 – Cemento 32S/24Q/16D – 80 000$ Singolare – Doppio                                    | Geoffrey Blancaneaux 6–4, 6–2                          | Coleman Wong                                        | Yuta Shimizu Tristan Boyer           | Enrico Dalla Valle Tristan Schoolkate Dalibor Svrčina Philip Sekulic   |
| 26 febbraio | Delhi Open Nuova Delhi, India Challenger 75 – Cemento 32S/24Q/16D – 80 000$ Singolare – Doppio                                    | Piotr Matuszewski Matthew Romios 6–4, 6–4              | Jakob Schnaitter Mark Wallner                       | Yuta Shimizu Tristan Boyer           | Enrico Dalla Valle Tristan Schoolkate Dalibor Svrčina Philip Sekulic   |
| 26 febbraio | Tenerife Challenger III Tenerife, Spagna Challenger 75 – Cemento 32S/24Q/16D – 73 000€ Singolare – Doppio                         | Michail Kukuškin 6–2, 2–0 rit.                         | Matteo Gigante                                      | Martín Landaluce Bu Yunchaokete      | Daniel Mérida Lukas Neumayer Martin Damm Jr. Alejandro Moro Cañas      |
| 26 febbraio | Tenerife Challenger III Tenerife, Spagna Challenger 75 – Cemento 32S/24Q/16D – 73 000€ Singolare – Doppio                         | Sander Arends Sem Verbeek 6–4, 6–4                     | Marco Bortolotti Sergio Martos Gornés               | Martín Landaluce Bu Yunchaokete      | Daniel Mérida Lukas Neumayer Martin Damm Jr. Alejandro Moro Cañas      |
| 26 febbraio | Rwanda Challenger Kigali, Ruanda Challenger 50 – Terra rossa 32S/24Q/16D – 40 000$ Singolare – Doppio                             | Kamil Majchrzak 6–4, 6–4                               | Marco Trungelliti                                   | Max Houkes Stefan Kozlov             | Corentin Denolly Calvin Hemery Nicholas David Ionel Yshai Oliel        |
| 26 febbraio | Rwanda Challenger Kigali, Ruanda Challenger 50 – Terra rossa 32S/24Q/16D – 40 000$ Singolare – Doppio                             | Max Houkes Clément Tabur 6–3, 7–6(4)                   | Pruchya Isaro Christopher Rungkat                   | Max Houkes Stefan Kozlov             | Corentin Denolly Calvin Hemery Nicholas David Ionel Yshai Oliel        |

### Marzo
| Settimana | Torneo | Campione                                                     | Finalista                               | Semifinalisti                               | Eliminati ai quarti                                                              |
| --------- | --- | ------------------------------------------------------------ | --------------------------------------- | ------------------------------------------- | -------------------------------------------------------------------------------- |
| 4 marzo   | Challenger Lugano Lugano, Svizzera Challenger 75 – Cemento (i) 32S/24Q/16D – 73 000€ Singolare – Doppio                     | Otto Virtanen 6(4)–7, 6–4, 7–6(3)                            | Daniel Masur                            | Zizou Bergs Rudolf Molleker                 | Michail Kukuškin Radu Albot Gijs Brouwer Pierre-Hugues Herbert                   |
| 4 marzo   | Challenger Lugano Lugano, Svizzera Challenger 75 – Cemento (i) 32S/24Q/16D – 73 000€ Singolare – Doppio                     | Sander Arends Sem Verbeek 6(9)–7, 7–6(1), [10–8]             | Constantin Frantzen Hendrik Jebens      | Zizou Bergs Rudolf Molleker                 | Michail Kukuškin Radu Albot Gijs Brouwer Pierre-Hugues Herbert                   |
| 4 marzo   | Santa Cruz Challenger Santa Cruz de la Sierra, Bolivia Challenger 75 – Terra rossa 32S/24Q/16D – 82 000$ Singolare – Doppio | Camilo Ugo Carabelli 6–4, 6–2                                | Murkel Dellien                          | Thiago Monteiro Renzo Olivo                 | Pedro Sakamoto Gonçalo Oliveira Román Andrés Burruchaga Juan Manuel Cerúndolo    |
| 4 marzo   | Santa Cruz Challenger Santa Cruz de la Sierra, Bolivia Challenger 75 – Terra rossa 32S/24Q/16D – 82 000$ Singolare – Doppio | Andrea Collarini Renzo Olivo 6–4, 6–1                        | Hugo Dellien Murkel Dellien             | Thiago Monteiro Renzo Olivo                 | Pedro Sakamoto Gonçalo Oliveira Román Andrés Burruchaga Juan Manuel Cerúndolo    |
| 4 marzo   | Rwanda Challenger II Kigali, Ruanda Challenger 50 – Terra rossa 32S/24Q/16D – 40 000$ Singolare – Doppio                    | Marco Trungelliti 6–4, 6–2                                   | Clément Tabur                           | Kamil Majchrzak Damien Wenger               | Stefan Kozlov Mohamed Safwat Calvin Hemery Daniel Cukierman                      |
| 4 marzo   | Rwanda Challenger II Kigali, Ruanda Challenger 50 – Terra rossa 32S/24Q/16D – 40 000$ Singolare – Doppio                    | Thomas John Fancutt Hunter Reese 6–1, 7–5                    | S D Prajwal Dev David Pichler           | Kamil Majchrzak Damien Wenger               | Stefan Kozlov Mohamed Safwat Calvin Hemery Daniel Cukierman                      |
| 11 marzo  | Arizona Tennis Classic Phoenix, Stati Uniti Challenger 175 – Cemento 32S/24Q/16D – 225 000$ Singolare – Doppio              | Nuno Borges 7–5, 7–6(4)                                      | Matteo Berrettini                       | Luca Van Assche Aleksandar Vukic            | Thanasi Kokkinakis Denis Kudla Quentin Halys Térence Atmane                      |
| 11 marzo  | Arizona Tennis Classic Phoenix, Stati Uniti Challenger 175 – Cemento 32S/24Q/16D – 225 000$ Singolare – Doppio              | Sadio Doumbia Fabien Reboul 6–3, 6–2                         | Rinky Hijikata Henry Patten             | Luca Van Assche Aleksandar Vukic            | Thanasi Kokkinakis Denis Kudla Quentin Halys Térence Atmane                      |
| 11 marzo  | Santiago Challenger Santiago del Cile, Cile Challenger 75 – Terra rossa 32S/24Q/16D – 82 000$ Singolare – Doppio            | Juan Pablo Varillas 6–3, 6–2                                 | Facundo Bagnis                          | Gustavo Heide Liam Draxl                    | Gianluca Mager Hugo Dellien Camilo Ugo Carabelli Francesco Passaro               |
| 11 marzo  | Santiago Challenger Santiago del Cile, Cile Challenger 75 – Terra rossa 32S/24Q/16D – 82 000$ Singolare – Doppio            | Fernando Romboli Marcelo Zormann 7–6(5), 6–4                 | Boris Arias Federico Zeballos           | Gustavo Heide Liam Draxl                    | Gianluca Mager Hugo Dellien Camilo Ugo Carabelli Francesco Passaro               |
| 11 marzo  | Kiskút Open Székesfehérvár, Ungheria Challenger 75 – Terra rossa (i) 32S/24Q/16D – 73 000€ Singolare – Doppio               | Tseng Chun-hsin 4–1 rit.                                     | Titouan Droguet                         | Francesco Maestrelli Franco Agamenone       | Daniel Michalski Matteo Martineau Zdeněk Kolář Zsombor Piros                     |
| 11 marzo  | Kiskút Open Székesfehérvár, Ungheria Challenger 75 – Terra rossa (i) 32S/24Q/16D – 73 000€ Singolare – Doppio               | Titouan Droguet Matteo Martineau 4–6, 7–5, [10–8]            | André Göransson Denys Molčanov          | Francesco Maestrelli Franco Agamenone       | Daniel Michalski Matteo Martineau Zdeněk Kolář Zsombor Piros                     |
| 11 marzo  | Hamburg Challenger Amburgo, Germania Challenger 50 – Cemento (i) 32S/24Q/16D – 37 000€ Singolare – Doppio                   | Henri Squire 6–4, 6–2                                        | Clément Chidekh                         | Alexander Blockx Yuta Shimizu               | Rudolf Molleker Alexander Ritschard Michael Agwi Mattia Bellucci                 |
| 11 marzo  | Hamburg Challenger Amburgo, Germania Challenger 50 – Cemento (i) 32S/24Q/16D – 37 000€ Singolare – Doppio                   | Mattia Bellucci Rémy Bertola 6–4, 7–5                        | Karol Drzewiecki Patrik Niklas-Salminen | Alexander Blockx Yuta Shimizu               | Rudolf Molleker Alexander Ritschard Michael Agwi Mattia Bellucci                 |
| 18 marzo  | Paraguay Open Asunción, Paraguay Challenger 75 – Terra rossa 32S/24Q/16D – 82 000$ Singolare – Doppio                       | Gustavo Heide 7–5, 6(6)–7, 6–1                               | João Fonseca                            | Juan Pablo Varillas Román Andrés Burruchaga | Federico Agustín Gómez Alexander Weis Orlando Luz Gianluca Mager                 |
| 18 marzo  | Paraguay Open Asunción, Paraguay Challenger 75 – Terra rossa 32S/24Q/16D – 82 000$ Singolare – Doppio                       | Boris Arias Federico Zeballos 6–2, 6–2                       | Gonzalo Bueno Álvaro Guillén Meza       | Juan Pablo Varillas Román Andrés Burruchaga | Federico Agustín Gómez Alexander Weis Orlando Luz Gianluca Mager                 |
| 18 marzo  | Murcia Open Murcia, Spagna Challenger 75 – Terra rossa 32S/24Q/16D – 73 000€ Singolare – Doppio                             | Henrique Rocha 3–6, 7–6(0), 7–5                              | Nikoloz Basilašvili                     | Albert Ramos Viñolas Pablo Llamas Ruiz      | Bu Yunchaokete Marco Trungelliti Radu Albot Richard Gasquet                      |
| 18 marzo  | Murcia Open Murcia, Spagna Challenger 75 – Terra rossa 32S/24Q/16D – 73 000€ Singolare – Doppio                             | Théo Arribagé Victor Vlad Cornea 7–5, 6–1                    | Arjun Kadhe Jeevan Nedunchezhiyan       | Albert Ramos Viñolas Pablo Llamas Ruiz      | Bu Yunchaokete Marco Trungelliti Radu Albot Richard Gasquet                      |
| 18 marzo  | Zadar Open Zara, Croazia Challenger 75 – Terra rossa 32S/24Q/16D – 73 000€ Singolare – Doppio                               | Jozef Kovalík 6–4, 6–2                                       | Adrian Andreev                          | Jonáš Forejtek Timofej Skatov               | Lukas Neumayer Nino Serdarušić Enrico Dalla Valle Sandro Kopp                    |
| 18 marzo  | Zadar Open Zara, Croazia Challenger 75 – Terra rossa 32S/24Q/16D – 73 000€ Singolare – Doppio                               | Manuel Guinard Grégoire Jacq 6–4, 6–4                        | Roman Jebavý Zdeněk Kolář               | Jonáš Forejtek Timofej Skatov               | Lukas Neumayer Nino Serdarušić Enrico Dalla Valle Sandro Kopp                    |
| 18 marzo  | Yucatán Open Mérida, Messico Challenger 50 – Terra rossa 32S/24Q/16D – 40 000$ Singolare – Doppio                           | Tristan Boyer 7–6(6), 6–2                                    | Juan Pablo Ficovich                     | Nick Hardt Murkel Dellien                   | Facundo Mena Dmitrij Popko Roberto Cid Subervi Stefan Kozlov                     |
| 18 marzo  | Yucatán Open Mérida, Messico Challenger 50 – Terra rossa 32S/24Q/16D – 40 000$ Singolare – Doppio                           | Thomas John Fancutt Hunter Reese 7–5, 6–3                    | Boris Kozlov Stefan Kozlov              | Nick Hardt Murkel Dellien                   | Facundo Mena Dmitrij Popko Roberto Cid Subervi Stefan Kozlov                     |
| 25 marzo  | Tennis Napoli Cup Napoli, Italia Challenger 125 – Terra rossa 32S/24Q/16D – 148 000€ Singolare – Doppio                     | Luca Nardi 5–7, 7–6(3), 6–2                                  | Pierre-Hugues Herbert                   | Corentin Moutet Francesco Passaro           | Federico Coria Arthur Gea Ugo Blanchet Matteo Gigante                            |
| 25 marzo  | Tennis Napoli Cup Napoli, Italia Challenger 125 – Terra rossa 32S/24Q/16D – 148 000€ Singolare – Doppio                     | Guido Andreozzi Miguel Ángel Reyes Varela 6–4, 1–6, [10–7]   | Théo Arribagé Victor Vlad Cornea        | Corentin Moutet Francesco Passaro           | Federico Coria Arthur Gea Ugo Blanchet Matteo Gigante                            |
| 25 marzo  | Girona Challenger Gerona, Spagna Challenger 100 – Terra rossa 32S/24Q/16D – 120 000€ Singolare – Doppio                     | Pedro Martínez 7–5, 6–4                                      | Radu Albot                              | Nikolás Sánchez Izquierdo Benjamin Hassan   | Javier Barranco Cosano João Sousa Cristian Garín Jesper de Jong                  |
| 25 marzo  | Girona Challenger Gerona, Spagna Challenger 100 – Terra rossa 32S/24Q/16D – 120 000€ Singolare – Doppio                     | Gonzalo Escobar Oleksandr Nedovjesov 7–6(1), 6–4             | Jonathan Eysseric Albano Olivetti       | Nikolás Sánchez Izquierdo Benjamin Hassan   | Javier Barranco Cosano João Sousa Cristian Garín Jesper de Jong                  |
| 25 marzo  | São Léo Open São Leopoldo, Brasile Challenger 75 – Terra rossa 32S/24Q/16D – 82 000$ Singolare – Doppio                     | Daniel Vallejo 6–3, 6–2                                      | Enzo Couacaud                           | Juan Pablo Varillas Felipe Meligeni Alves   | Gonçalo Oliveira Camilo Ugo Carabelli Matheus Pucinelli de Almeida Orlando Luz   |
| 25 marzo  | São Léo Open São Leopoldo, Brasile Challenger 75 – Terra rossa 32S/24Q/16D – 82 000$ Singolare – Doppio                     | Marcelo Demoliner Orlando Luz 7–5, 3–6, [10–8]               | Liam Draxl Alexander Weis               | Juan Pablo Varillas Felipe Meligeni Alves   | Gonçalo Oliveira Camilo Ugo Carabelli Matheus Pucinelli de Almeida Orlando Luz   |
| 25 marzo  | San Luis Potosí Open San Luis Potosí, Messico Challenger 75 – Terra rossa 32S/24Q/16D – 82 000$ Singolare – Doppio          | Nicolás Mejía 6–1, 5–7, 6–2                                  | Matías Soto                             | Denis Kudla Giovanni Mpetshi Perricard      | Thiago Agustín Tirante Bernard Tomic Marcelo Tomás Barrios Vera Alexis Galarneau |
| 25 marzo  | San Luis Potosí Open San Luis Potosí, Messico Challenger 75 – Terra rossa 32S/24Q/16D – 82 000$ Singolare – Doppio          | Rithvik Choudary Bollipalli Niki Kaliyanda Poonacha 6–3, 6–2 | Antoine Bellier Marc-Andrea Hüsler      | Denis Kudla Giovanni Mpetshi Perricard      | Thiago Agustín Tirante Bernard Tomic Marcelo Tomás Barrios Vera Alexis Galarneau |

### Aprile
| Settimana | Torneo | Campione                                                        | Finalista                                   | Semifinalisti                           | Eliminati ai quarti                                                               |
| --------- | --- | --------------------------------------------------------------- | ------------------------------------------- | --------------------------------------- | --------------------------------------------------------------------------------- |
| 1º aprile | Mexico City Open Città del Messico, Messico Challenger 125 – Terra rossa 32S/24Q/16D – 164 000$ Singolare – Doppio            | Thiago Agustín Tirante 6–1, 6–3                                 | Alexis Galarneau                            | Bernard Tomić Maxime Janvier            | Oliver Crawford Skander Mansouri Aidan Mayo Beibit Zhukayev                       |
| 1º aprile | Mexico City Open Città del Messico, Messico Challenger 125 – Terra rossa 32S/24Q/16D – 164 000$ Singolare – Doppio            | Ryan Seggerman Patrik Trhac 5–7, 6–4, [10–5]                    | Tristan Schoolkate Adam Walton              | Bernard Tomić Maxime Janvier            | Oliver Crawford Skander Mansouri Aidan Mayo Beibit Zhukayev                       |
| 1º aprile | Aberto de Tênis de Santa Catarina Florianópolis, Brasile Challenger 75 – Terra rossa 32S/24Q/16D – 82 000$ Singolare – Doppio | Enzo Couacaud 3–6, 6–4, 7–6(1)                                  | João Lucas Reis da Silva                    | Camilo Ugo Carabelli Gianluca Mager     | Orlando Luz Juan Carlos Prado Ángelo Román Andrés Burruchaga Daniel Cukierman     |
| 1º aprile | Aberto de Tênis de Santa Catarina Florianópolis, Brasile Challenger 75 – Terra rossa 32S/24Q/16D – 82 000$ Singolare – Doppio | Daniel Cukierman Carlos Sánchez Jover 6–0, 3–6, [10–4]          | Lorenzo Joaquín Rodríguez Franco Roncadelli | Camilo Ugo Carabelli Gianluca Mager     | Orlando Luz Juan Carlos Prado Ángelo Román Andrés Burruchaga Daniel Cukierman     |
| 1º aprile | Sánchez-Casal Cup Barcellona, Spagna Challenger 75 – Terra rossa 32S/24Q/16D – 73 000€ Singolare – Doppio                     | Nick Hardt 6–4, 3–6, 6–2                                        | Bernabé Zapata Miralles                     | Javier Barranco Cosano Lorenzo Giustino | Nicholas David Ionel Carlos Taberner Jesper de Jong Billy Harris                  |
| 1º aprile | Sánchez-Casal Cup Barcellona, Spagna Challenger 75 – Terra rossa 32S/24Q/16D – 73 000€ Singolare – Doppio                     | Daniel Rincón Oriol Roca Batalla 5–7, 6–4, [11–9]               | Jakob Schnaitter Mark Wallner               | Javier Barranco Cosano Lorenzo Giustino | Nicholas David Ionel Carlos Taberner Jesper de Jong Billy Harris                  |
| 1º aprile | Open Barletta Barletta, Italia Challenger 75 – Terra rossa 32S/24Q/16D – 73 000€ Singolare – Doppio                           | Damir Džumhur 6–1, 6–3                                          | Harold Mayot                                | Jacopo Berrettini Timofej Skatov        | Maks Kaśnikowski Filip Cristian Jianu Riccardo Bonadio Francesco Maestrelli       |
| 1º aprile | Open Barletta Barletta, Italia Challenger 75 – Terra rossa 32S/24Q/16D – 73 000€ Singolare – Doppio                           | Zdeněk Kolář Tseng Chun-hsin 1–6, 6–3, [10–7]                   | Théo Arribagé Benjamin Bonzi                | Jacopo Berrettini Timofej Skatov        | Maks Kaśnikowski Filip Cristian Jianu Riccardo Bonadio Francesco Maestrelli       |
| 8 aprile  | Busan Open Challenger Busan, Corea del Sud Challenger 125 – Cemento 32S/24Q/16D – 164 000$ Singolare – Doppio                 | Yasutaka Uchiyama 7–6(4), 6–3                                   | Hong Seong-chan                             | James Duckworth Kwon Soon-woo           | Illja Marčenko Paul Jubb Lloyd Harris Coleman Wong                                |
| 8 aprile  | Busan Open Challenger Busan, Corea del Sud Challenger 125 – Cemento 32S/24Q/16D – 164 000$ Singolare – Doppio                 | Ray Ho Nam Ji-sung 6–2, 6–4                                     | Chung Yun-seong Hsu Yu-hsiou                | James Duckworth Kwon Soon-woo           | Illja Marčenko Paul Jubb Lloyd Harris Coleman Wong                                |
| 8 aprile  | Open Comunidad de Madrid Madrid, Spagna Challenger 100 – Terra rossa 32S/24Q/16D – 120 000€ Singolare – Doppio                | Stefano Napolitano 6–3, 6–3                                     | Leandro Riedi                               | Jurij Rodionov Michail Kukuškin         | Benjamin Hassan João Fonseca Marc-Andrea Hüsler Albert Ramos Viñolas              |
| 8 aprile  | Open Comunidad de Madrid Madrid, Spagna Challenger 100 – Terra rossa 32S/24Q/16D – 120 000€ Singolare – Doppio                | Harri Heliövaara Henry Patten 7–5, 7–6(1)                       | Guido Andreozzi Miguel Ángel Reyes Varela   | Jurij Rodionov Michail Kukuškin         | Benjamin Hassan João Fonseca Marc-Andrea Hüsler Albert Ramos Viñolas              |
| 8 aprile  | Sarasota Open Sarasota, Stati Uniti Challenger 75 – Terra verde 32S/24Q/16D – 82 000$ Singolare – Doppio                      | Thanasi Kokkinakis 6–3, 1–6, 6–0                                | Zizou Bergs                                 | Tennys Sandgren Marc Polmans            | Stefan Kozlov Mitchell Krueger Gabriel Diallo Calvin Hemery                       |
| 8 aprile  | Sarasota Open Sarasota, Stati Uniti Challenger 75 – Terra verde 32S/24Q/16D – 82 000$ Singolare – Doppio                      | Tristan Boyer Oliver Crawford 6–4, 6–2                          | Ethan Quinn Tennys Sandgren                 | Tennys Sandgren Marc Polmans            | Stefan Kozlov Mitchell Krueger Gabriel Diallo Calvin Hemery                       |
| 8 aprile  | Morelos Open Cuernavaca, Messico Challenger 75 – Cemento 32S/24Q/16D – 82 000$ Singolare – Doppio                             | Giovanni Mpetshi Perricard 7–5, 7–5                             | Nicolás Mejía                               | Maxime Cressy Adam Walton               | Alexis Galarneau Vasek Pospisil Beibit Zhukayev Maxime Janvier                    |
| 8 aprile  | Morelos Open Cuernavaca, Messico Challenger 75 – Cemento 32S/24Q/16D – 82 000$ Singolare – Doppio                             | Arjun Kadhe Jeevan Nedunchezhiyan 7–6(5), 6–4                   | Piotr Matuszewski Matthew Romios            | Maxime Cressy Adam Walton               | Alexis Galarneau Vasek Pospisil Beibit Zhukayev Maxime Janvier                    |
| 8 aprile  | Split Open Spalato, Croazia Challenger 75 – Terra rossa 32S/24Q/16D – 73 000€ Singolare – Doppio                              | Jozef Kovalík 6–4, 5–7, 7–5                                     | Zsombor Piros                               | Matej Dodig Benjamin Bonzi              | Filip Misolic Elmer Møller Stefano Travaglia Henri Squire                         |
| 8 aprile  | Split Open Spalato, Croazia Challenger 75 – Terra rossa 32S/24Q/16D – 73 000€ Singolare – Doppio                              | Jonathan Eysseric Bart Stevens 0–6, 6–4, [10–8]                 | Filip Bergevi Mick Veldheer                 | Matej Dodig Benjamin Bonzi              | Filip Misolic Elmer Møller Stefano Travaglia Henri Squire                         |
| 15 aprile | Acapulco Tennis Open Acapulco, Messico Challenger 125 – Cemento 32S/24Q/16D – 164 000$ Singolare – Doppio                     | Giovanni Mpetshi Perricard 6–3, 6–3                             | Adam Walton                                 | Alexis Galarneau Zachary Svajda         | Rinky Hijikata Tristan Schoolkate Maxime Cressy Rodrigo Pacheco Méndez            |
| 15 aprile | Acapulco Tennis Open Acapulco, Messico Challenger 125 – Cemento 32S/24Q/16D – 164 000$ Singolare – Doppio                     | Rithvik Choudary Bollipalli Niki Kaliyanda Poonacha 7–6(4), 7–5 | Luke Johnson Skander Mansouri               | Alexis Galarneau Zachary Svajda         | Rinky Hijikata Tristan Schoolkate Maxime Cressy Rodrigo Pacheco Méndez            |
| 15 aprile | Oeiras Challenger Oeiras, Portogallo Challenger 125 – Terra rossa 32S/24Q/16D – 148 000€ Singolare – Doppio                   | Francisco Comesaña 6–4, 3–6, 7–5                                | Ugo Blanchet                                | Valentin Royer Jaime Faria              | Stefano Napolitano Dennis Novak Samuel Vincent Ruggeri Vilius Gaubas              |
| 15 aprile | Oeiras Challenger Oeiras, Portogallo Challenger 125 – Terra rossa 32S/24Q/16D – 148 000€ Singolare – Doppio                   | Filip Bergevi Mick Veldheer 6–1, 6–4                            | Sergio Martos Gornés Petros Tsitsipas       | Valentin Royer Jaime Faria              | Stefano Napolitano Dennis Novak Samuel Vincent Ruggeri Vilius Gaubas              |
| 15 aprile | Gwangju Open Gwangju, Corea del Sud Challenger 75 – Cemento 32S/24Q/16D – 82 000$ Singolare – Doppio                          | Lloyd Harris 6–2, 3–6, 6–4                                      | Bu Yunchaokete                              | Ričardas Berankis Wu Tung-lin           | Hsu Yu-hsiou Mark Lajal Sho Shimabukuro Alibek Kachmazov                          |
| 15 aprile | Gwangju Open Gwangju, Corea del Sud Challenger 75 – Cemento 32S/24Q/16D – 82 000$ Singolare – Doppio                          | Lee Jea-moon Song Min-kyu 1–6, 6–1, [10–3]                      | Cui Jie Lee Duck-hee                        | Ričardas Berankis Wu Tung-lin           | Hsu Yu-hsiou Mark Lajal Sho Shimabukuro Alibek Kachmazov                          |
| 15 aprile | Tallahassee Tennis Challenger Tallahassee, Stati Uniti Challenger 75 – Terra verde 32S/24Q/16D – 82 000$ Singolare – Doppio   | Zizou Bergs 6–4, 7–6(9)                                         | Mitchell Krueger                            | Stefan Kozlov Calvin Hemery             | Oliver Crawford Gerald Melzer Alexander Ritschard Joel Josef Schwärzler           |
| 15 aprile | Tallahassee Tennis Challenger Tallahassee, Stati Uniti Challenger 75 – Terra verde 32S/24Q/16D – 82 000$ Singolare – Doppio   | Simon Freund Johannes Ingildsen 7–5, 7–6(4)                     | William Blumberg Luis David Martínez        | Stefan Kozlov Calvin Hemery             | Oliver Crawford Gerald Melzer Alexander Ritschard Joel Josef Schwärzler           |
| 15 aprile | Challenger Tucumán San Miguel de Tucumán, Argentina Challenger 50 – Terra rossa 32S/24Q/16D – 41 000$ Singolare – Doppio      | Andrea Collarini 6–4, 7–6(3)                                    | Hernán Casanova                             | Lautaro Midón Valerio Aboian            | Franco Roncadelli Gonzalo Villanueva Ergi Kırkın Renzo Olivo                      |
| 15 aprile | Challenger Tucumán San Miguel de Tucumán, Argentina Challenger 50 – Terra rossa 32S/24Q/16D – 41 000$ Singolare – Doppio      | Luís Britto Gonzalo Villanueva 6–3, 6–2                         | Patrick Harper David Stevenson              | Lautaro Midón Valerio Aboian            | Franco Roncadelli Gonzalo Villanueva Ergi Kırkın Renzo Olivo                      |
| 22 aprile | Savannah Challenger Savannah, Stati Uniti Challenger 75 – Terra verde 32S/24Q/16D – 82 000$ Singolare – Doppio                | Alexander Ritschard 6–2, 6–4                                    | Andrés Andrade                              | Dmitrij Popko Maxime Janvier            | Tristan Boyer Gijs Brouwer Federico Agustín Gómez Calvin Hemery                   |
| 22 aprile | Savannah Challenger Savannah, Stati Uniti Challenger 75 – Terra verde 32S/24Q/16D – 82 000$ Singolare – Doppio                | Christian Harrison Marcus Willis 6–3, 6–3                       | Simon Freund Johannes Ingildsen             | Dmitrij Popko Maxime Janvier            | Tristan Boyer Gijs Brouwer Federico Agustín Gómez Calvin Hemery                   |
| 22 aprile | Ostrava Open Challenger Ostrava, Repubblica Ceca Challenger 75 – Terra rossa 32S/24Q/16D – 73 000€ Singolare – Doppio         | Damir Džumhur 6–2, 4–6, 7–5                                     | Henri Squire                                | Manuel Guinard Timofej Skatov           | Enrico Dalla Valle Jaime Faria Zdeněk Kolář Dennis Novak                          |
| 22 aprile | Ostrava Open Challenger Ostrava, Repubblica Ceca Challenger 75 – Terra rossa 32S/24Q/16D – 73 000€ Singolare – Doppio         | Jaime Faria Henrique Rocha 7–5, 6–3                             | Jakob Schnaitter Mark Wallner               | Manuel Guinard Timofej Skatov           | Enrico Dalla Valle Jaime Faria Zdeněk Kolář Dennis Novak                          |
| 22 aprile | Roma Open Roma, Italia Challenger 75 – Terra rossa 32S/24Q/16D – 73 000€ Singolare – Doppio                                   | Alejandro Moro Cañas 7–5, 6–3                                   | Vilius Gaubas                               | Stefano Travaglia Hugo Dellien          | Jesper de Jong Francesco Maestrelli Billy Harris Nicolas Moreno de Alboran        |
| 22 aprile | Roma Open Roma, Italia Challenger 75 – Terra rossa 32S/24Q/16D – 73 000€ Singolare – Doppio                                   | Luke Johnson Skander Mansouri 6–2, 6–4                          | Lorenzo Rottoli Samuel Vincent Ruggeri      | Stefano Travaglia Hugo Dellien          | Jesper de Jong Francesco Maestrelli Billy Harris Nicolas Moreno de Alboran        |
| 22 aprile | Shenzhen Luohu Challenger Shenzhen, Cina Challenger 75 – Cemento 32S/24Q/16D – 82 000$ Singolare – Doppio                     | Lloyd Harris 6–3, 6–3                                           | James Duckworth                             | Rémy Bertola Mark Lajal                 | Mattia Bellucci Tristan Schoolkate Alibek Kachmazov Denis Yevseyev                |
| 22 aprile | Shenzhen Luohu Challenger Shenzhen, Cina Challenger 75 – Cemento 32S/24Q/16D – 82 000$ Singolare – Doppio                     | Yuta Shimizu James Trotter 7–6(5), 7–6(4)                       | Wang Aoran Zhou Yi                          | Rémy Bertola Mark Lajal                 | Mattia Bellucci Tristan Schoolkate Alibek Kachmazov Denis Yevseyev                |
| 22 aprile | Challenger Concepción Concepción, Cile Challenger 50 – Terra rossa 32S/24Q/16D – 41 000$ Singolare – Doppio                   | Gonzalo Bueno 6–4, 6–0                                          | Juan Pablo Ficovich                         | José Pereira Stefanos Sakellaridis      | Álvaro Guillén Meza Facundo Mena Genaro Alberto Olivieri Juan Carlos Prado Ángelo |
| 22 aprile | Challenger Concepción Concepción, Cile Challenger 50 – Terra rossa 32S/24Q/16D – 41 000$ Singolare – Doppio                   | Seita Watanabe Takeru Yuzuki 6–4, 7–6(6)                        | Patrick Harper David Stevenson              | José Pereira Stefanos Sakellaridis      | Álvaro Guillén Meza Facundo Mena Genaro Alberto Olivieri Juan Carlos Prado Ángelo |
| 29 aprile | Open du Pays d'Aix Aix-en-Provence, Francia Challenger 175 – Terra rossa 32S/24Q/16D – 205 000€ Singolare – Doppio            | Alejandro Tabilo 6–3, 6–2                                       | Jaume Munar                                 | Valentin Vacherot Roman Safiullin       | Richard Gasquet Facundo Bagnis Brandon Nakashima Tomás Martín Etcheverry          |
| 29 aprile | Open du Pays d'Aix Aix-en-Provence, Francia Challenger 175 – Terra rossa 32S/24Q/16D – 205 000€ Singolare – Doppio            | Luke Johnson Skander Mansouri 6–3, 6–3                          | Diego Hidalgo Cristian Rodríguez            | Valentin Vacherot Roman Safiullin       | Richard Gasquet Facundo Bagnis Brandon Nakashima Tomás Martín Etcheverry          |
| 29 aprile | Sardegna Open Cagliari, Italia Challenger 175 – Terra rossa 32S/24Q/16D – 205 000€ Singolare – Doppio                         | Mariano Navone 7–5, 6–1                                         | Lorenzo Musetti                             | Luciano Darderi Daniel Elahi Galán      | Federico Coria Emilio Nava Márton Fucsovics Nuno Borges                           |
| 29 aprile | Sardegna Open Cagliari, Italia Challenger 175 – Terra rossa 32S/24Q/16D – 205 000€ Singolare – Doppio                         | Sriram Balaji Andre Begemann 6–4, 6(3)–7, [10–6]                | Boris Arias Federico Zeballos               | Luciano Darderi Daniel Elahi Galán      | Federico Coria Emilio Nava Márton Fucsovics Nuno Borges                           |
| 29 aprile | Guangzhou International Challenger Canton, Cina Challenger 75 – Cemento 32S/24Q/16D – 82 000$ Singolare – Doppio              | Tristan Schoolkate 6–3, 3–6, 6–3                                | Adam Walton                                 | Maxime Cressy Bu Yunchaokete            | Hsu Yu-hsiou Yuta Shimizu Beibit Zhukayev James Duckworth                         |
| 29 aprile | Guangzhou International Challenger Canton, Cina Challenger 75 – Cemento 32S/24Q/16D – 82 000$ Singolare – Doppio              | Blake Ellis Tristan Schoolkate 6–2, 6(4)–7, [10–4]              | Nam Ji-sung Patrik Niklas-Salminen          | Maxime Cressy Bu Yunchaokete            | Hsu Yu-hsiou Yuta Shimizu Beibit Zhukayev James Duckworth                         |
| 29 aprile | Brasil Tennis Open Porto Alegre, Brasile Challenger 50 – Terra rossa 32S/24Q/16D – 41 000$ Singolare – Doppio                 | Ergi Kırkın 6–3, 7–5                                            | Daniel Dutra da Silva                       | Facundo Mena Gonzalo Bueno              | Karue Sell Guido Iván Justo Juan Carlos Prado Ángelo Juan Bautista Torres         |
| 29 aprile | Brasil Tennis Open Porto Alegre, Brasile Challenger 50 – Terra rossa 32S/24Q/16D – 41 000$ Singolare – Doppio                 | Roberto Cid Subervi Kaichi Uchida 5–7, 7–6(1), [10–6]           | Patrick Harper David Stevenson              | Facundo Mena Gonzalo Bueno              | Karue Sell Guido Iván Justo Juan Carlos Prado Ángelo Juan Bautista Torres         |

### Maggio
| Settimana | Torneo | Campione                                              | Finalista                                     | Semifinalisti                                      | Eliminati ai quarti                                                              |
| --------- | --- | ----------------------------------------------------- | --------------------------------------------- | -------------------------------------------------- | -------------------------------------------------------------------------------- |
| 6 maggio  | Danube Upper Austria Open Mauthausen, Austria Challenger 100 – Terra rossa 32S/24Q/16D – 120 000€ Singolare – Doppio                 | Lucas Pouille 6–3, 6–3                                | Jozef Kovalík                                 | Francisco Comesaña Dimitar Kuzmanov                | Filip Misolic Max Hans Rehberg Joel Josef Schwärzler Gerald Melzer               |
| 6 maggio  | Danube Upper Austria Open Mauthausen, Austria Challenger 100 – Terra rossa 32S/24Q/16D – 120 000€ Singolare – Doppio                 | Constantin Frantzen Hendrik Jebens 6–4, 6–4           | Ryan Seggerman Patrik Trhac                   | Francisco Comesaña Dimitar Kuzmanov                | Filip Misolic Max Hans Rehberg Joel Josef Schwärzler Gerald Melzer               |
| 6 maggio  | Internazionali di Tennis d'Abruzzo Francavilla al Mare, Italia Challenger 75 – Terra rossa 32S/24Q/16D – 73 000€ Singolare – Doppio  | Titouan Droguet 6–3, 7–6(4)                           | Jacopo Berrettini                             | Franco Agamenone Nick Hardt                        | Gabriele Piraino Ryan Nijboer Andrea Pellegrino Elmer Møller                     |
| 6 maggio  | Internazionali di Tennis d'Abruzzo Francavilla al Mare, Italia Challenger 75 – Terra rossa 32S/24Q/16D – 73 000€ Singolare – Doppio  | Théo Arribagé Victor Vlad Cornea 7–6(1), 7–6(7)       | Sander Arends Matwé Middelkoop                | Franco Agamenone Nick Hardt                        | Gabriele Piraino Ryan Nijboer Andrea Pellegrino Elmer Møller                     |
| 6 maggio  | I. ČLTK Prague Open Praga, Rep. Ceca Challenger 75 – Terra rossa 32S/24Q/16D – 73 000€ Singolare – Doppio                            | Jiří Veselý 6–2, 3–6, 7–6(3)                          | Gauthier Onclin                               | Toby Kodat Alex Molčan                             | Henrique Rocha Giovanni Fonio Rudolf Molleker Javier Barranco Cosano             |
| 6 maggio  | I. ČLTK Prague Open Praga, Rep. Ceca Challenger 75 – Terra rossa 32S/24Q/16D – 73 000€ Singolare – Doppio                            | Jakob Schnaitter Mark Wallner 6–3, 6–1                | Jiří Barnat Jan Hrazdil                       | Toby Kodat Alex Molčan                             | Henrique Rocha Giovanni Fonio Rudolf Molleker Javier Barranco Cosano             |
| 6 maggio  | Wuxi Open Wuxi, Cina Challenger 75 – Cemento 32S/24Q/16D – 82 000$ Singolare – Doppio                                                | Bu Yunchaokete 6–4, 6–1                               | Jahor Herasimaŭ                               | Alibek Kachmazov Philip Sekulic                    | Cui Jie Adam Walton Wu Tung-lin Rémy Bertola                                     |
| 6 maggio  | Wuxi Open Wuxi, Cina Challenger 75 – Cemento 32S/24Q/16D – 82 000$ Singolare – Doppio                                                | Calum Puttergill Reese Stalder 7–6(8), 7–6(4)         | Toshihide Matsui Kaito Uesugi                 | Alibek Kachmazov Philip Sekulic                    | Cui Jie Adam Walton Wu Tung-lin Rémy Bertola                                     |
| 6 maggio  | Santos Brasil Tennis Cup Santos, Brasile Challenger 50 – Terra rossa 32S/24Q/16D – 41 000$ Singolare – Doppio                        | Alejo Lorenzo Lingua Lavallén 4–6, 6–4, 6–3           | Hady Habib                                    | Juan Bautista Torres Santiago Fa Rodríguez Taverna | Hernán Casanova Bruno Kuzuhara Daniel Vallejo Gonzalo Villanueva                 |
| 6 maggio  | Santos Brasil Tennis Cup Santos, Brasile Challenger 50 – Terra rossa 32S/24Q/16D – 41 000$ Singolare – Doppio                        | Roy Stepanov Andrés Urrea walkover                    | Hady Habib Trey Hilderbrand                   | Juan Bautista Torres Santiago Fa Rodríguez Taverna | Hernán Casanova Bruno Kuzuhara Daniel Vallejo Gonzalo Villanueva                 |
| 13 maggio | Tournoi International de Tennis de Bordeaux Bordeaux, Francia Challenger 175 – Terra rossa 32S/24Q/16D – 205 000€ Singolare – Doppio | Arthur Fils 6–2, 6–3                                  | Pedro Martínez                                | Grégoire Barrère Shang Juncheng                    | Thanasi Kokkinakis Giovanni Mpetshi Perricard Daniel Evans Roberto Bautista Agut |
| 13 maggio | Tournoi International de Tennis de Bordeaux Bordeaux, Francia Challenger 175 – Terra rossa 32S/24Q/16D – 205 000€ Singolare – Doppio | Julian Cash Robert Galloway 6–3, 7–6(2)               | Quentin Halys Nicolas Mahut                   | Grégoire Barrère Shang Juncheng                    | Thanasi Kokkinakis Giovanni Mpetshi Perricard Daniel Evans Roberto Bautista Agut |
| 13 maggio | Torino Challenger Torino, Italia Challenger 175 – Terra rossa 32S/24Q/16D – 205 000€ Singolare – Doppio                              | Francesco Passaro 6–3, 7–5                            | Lorenzo Musetti                               | Luciano Darderi Lorenzo Sonego                     | Felipe Meligeni Alves Matteo Arnaldi Jeffrey John Wolf Brandon Nakashima         |
| 13 maggio | Torino Challenger Torino, Italia Challenger 175 – Terra rossa 32S/24Q/16D – 205 000€ Singolare – Doppio                              | Harri Heliövaara Henry Patten 6–3, 6–3                | Andreas Mies Neal Skupski                     | Luciano Darderi Lorenzo Sonego                     | Felipe Meligeni Alves Matteo Arnaldi Jeffrey John Wolf Brandon Nakashima         |
| 13 maggio | Oeiras Challenger II Oeiras, Portogallo Challenger 75 – Terra rossa 32S/24Q/16D – 73 000€ Singolare – Doppio                         | Jaime Faria 3–6, 7–6(3), 6–4                          | Elias Ymer                                    | Román Andrés Burruchaga Denis Yevseyev             | Dennis Novak Joris De Loore Beibit Zhukayev Jan Choinski                         |
| 13 maggio | Oeiras Challenger II Oeiras, Portogallo Challenger 75 – Terra rossa 32S/24Q/16D – 73 000€ Singolare – Doppio                         | Anirudh Chandrasekar Arjun Kadhe 7–5, 6–4             | Simon Freund Johannes Ingildsen               | Román Andrés Burruchaga Denis Yevseyev             | Dennis Novak Joris De Loore Beibit Zhukayev Jan Choinski                         |
| 13 maggio | Santaizi ATP Challenger Taipei, Taiwan Challenger 75 – Cemento 32S/24Q/16D – 82 000$ Singolare – Doppio                              | Adam Walton 3–6, 6–2, 7–6(3)                          | Illja Marčenko                                | Hsu Yu-hsiou James Duckworth                       | Max Purcell Hong Seong-chan Ričardas Berankis Arthur Fery                        |
| 13 maggio | Santaizi ATP Challenger Taipei, Taiwan Challenger 75 – Cemento 32S/24Q/16D – 82 000$ Singolare – Doppio                              | Ray Ho Nam Ji-sung 6–2, 6–2                           | Toshihide Matsui Kaito Uesugi                 | Hsu Yu-hsiou James Duckworth                       | Max Purcell Hong Seong-chan Ričardas Berankis Arthur Fery                        |
| 13 maggio | Tunis Open Tunisi, Tunisia Challenger 75 – Terra rossa 32S/24Q/16D – 82 000$ Singolare – Doppio                                      | Oriol Roca Batalla 7–6(5), 7–5                        | Valentin Royer                                | Valentin Vacherot Damir Džumhur                    | Timofej Skatov Genaro Alberto Olivieri Murkel Dellien Clément Tabur              |
| 13 maggio | Tunis Open Tunisi, Tunisia Challenger 75 – Terra rossa 32S/24Q/16D – 82 000$ Singolare – Doppio                                      | Federico Agustín Gómez Marcus Willis 4–6, 6–1, [10–6] | Patrik Rikl Michael Vrbenský                  | Valentin Vacherot Damir Džumhur                    | Timofej Skatov Genaro Alberto Olivieri Murkel Dellien Clément Tabur              |
| 20 maggio | Macedonian Open Skopje, Macedonia del Nord Challenger 75 – Terra rossa 32S/24Q/16D – 73 000€ Singolare – Doppio                      | Joel Josef Schwärzler 6–3, 6–3                        | Kamil Majchrzak                               | Ryan Seggerman Gerard Campana Lee                  | Alexander Weis Neil Oberleitner Marco Cecchinato Andrew Paulson                  |
| 20 maggio | Macedonian Open Skopje, Macedonia del Nord Challenger 75 – Terra rossa 32S/24Q/16D – 73 000€ Singolare – Doppio                      | Ryan Seggerman Patrik Trhac 6–3, 7–6(4)               | Andrew Paulson Patrik Rikl                    | Ryan Seggerman Gerard Campana Lee                  | Alexander Weis Neil Oberleitner Marco Cecchinato Andrew Paulson                  |
| 20 maggio | Schwaben Open Augusta, Germania Challenger 50 – Terra rossa 32S/24Q/16D – 36 000€ Singolare – Doppio                                 | Timofej Skatov 3–6, 7–5, 6–3                          | Elmer Møller                                  | Daniel Masur Riccardo Bonadio                      | Toby Kodat Lucas Gerch Carlos Taberner Federico Agustín Gómez                    |
| 20 maggio | Schwaben Open Augusta, Germania Challenger 50 – Terra rossa 32S/24Q/16D – 36 000€ Singolare – Doppio                                 | Jakob Schnaitter Mark Wallner 3–6, 6–2, [10–8]        | David Pichler Michael Vrbenský                | Daniel Masur Riccardo Bonadio                      | Toby Kodat Lucas Gerch Carlos Taberner Federico Agustín Gómez                    |
| 20 maggio | Kachreti Challenger Kachreti, Georgia Challenger 50 – Cemento 32S/24Q/16D – 41 000$ Singolare – Doppio                               | Robin Bertrand 6–1, 3–6, 7–5                          | Aleksandre Bakshi                             | Philip Sekulic Paul Jubb                           | Ramkumar Ramanathan Blake Mott Jahor Herasimaŭ Daniil Glinka                     |
| 20 maggio | Kachreti Challenger Kachreti, Georgia Challenger 50 – Cemento 32S/24Q/16D – 41 000$ Singolare – Doppio                               | Charles Broom Ben Jones 3–6, 6–1, [10–8]              | Evgenij Karlovskij Evgenii Tiurnev            | Philip Sekulic Paul Jubb                           | Ramkumar Ramanathan Blake Mott Jahor Herasimaŭ Daniil Glinka                     |
| 27 maggio | Little Rock Challenger Little Rock, Stati Uniti Challenger 75 – Cemento 32S/24Q/16D – 82 000$ Singolare – Doppio                     | Mitchell Krueger 6–3, 6–4                             | Yuta Shimizu                                  | Abedallah Shelbayh Nishesh Basavareddy             | Alexis Galarneau Brandon Holt Trevor Svajda Rudy Quan                            |
| 27 maggio | Little Rock Challenger Little Rock, Stati Uniti Challenger 75 – Cemento 32S/24Q/16D – 82 000$ Singolare – Doppio                     | Liam Draxl Benjamin Sigouin 6–4, 3–6, [10–7]          | Rithvik Choudary Bollipalli Hans Hach Verdugo | Abedallah Shelbayh Nishesh Basavareddy             | Alexis Galarneau Brandon Holt Trevor Svajda Rudy Quan                            |
| 27 maggio | Internazionali Città di Vicenza Vicenza, Italia Challenger 75 – Terra rossa 32S/24Q/16D – 73 000€ Singolare – Doppio                 | Tseng Chun-hsin 6–3, 6–2                              | Marco Trungelliti                             | Francesco Passaro Nerman Fatić                     | Dmitrij Popko Murkel Dellien Tomás Barrios Vera Adrian Andreev                   |
| 27 maggio | Internazionali Città di Vicenza Vicenza, Italia Challenger 75 – Terra rossa 32S/24Q/16D – 73 000€ Singolare – Doppio                 | Vladyslav Manafov Patrik Niklas-Salminen 6–3, 6–4     | Andre Begemann Niki Kaliyanda Poonacha        | Francesco Passaro Nerman Fatić                     | Dmitrij Popko Murkel Dellien Tomás Barrios Vera Adrian Andreev                   |

### Giugno
| Settimana | Torneo | Campione                                                | Finalista                           | Semifinalisti                             | Eliminati ai quarti                                                                |
| --------- | --- | ------------------------------------------------------- | ----------------------------------- | ----------------------------------------- | ---------------------------------------------------------------------------------- |
| 3 giugno  | Surbiton Trophy Surbiton, Regno Unito Challenger 125 – Erba 32S/24Q/16D – 148 000€ Singolare – Doppio                            | Lloyd Harris 7–6(8), 7–5                                | Leandro Riedi                       | Billy Harris Brandon Nakashima            | Michail Kukuškin Beibit Zhukayev Shintaro Mochizuki Zachary Svajda                 |
| 3 giugno  | Surbiton Trophy Surbiton, Regno Unito Challenger 125 – Erba 32S/24Q/16D – 148 000€ Singolare – Doppio                            | Julian Cash Robert Galloway 6–4, 6–4                    | Nicolás Barrientos Diego Hidalgo    | Billy Harris Brandon Nakashima            | Michail Kukuškin Beibit Zhukayev Shintaro Mochizuki Zachary Svajda                 |
| 3 giugno  | Heilbronner Neckarcup Heilbronn, Germania Challenger 100 – Terra rossa 32S/24Q/16D – 120 000€ Singolare – Doppio                 | Sumit Nagal 6–1, 6(5)–7, 6–3                            | Alexander Ritschard                 | Luca Van Assche Jan Choinski              | Maks Kaśnikowski Ivan Gakhov Henri Squire Alejandro Moro Cañas                     |
| 3 giugno  | Heilbronner Neckarcup Heilbronn, Germania Challenger 100 – Terra rossa 32S/24Q/16D – 120 000€ Singolare – Doppio                 | Romain Arneodo Geoffrey Blancaneaux 7–6(5), 5–7, [10–3] | Jakob Schnaitter Mark Wallner       | Luca Van Assche Jan Choinski              | Maks Kaśnikowski Ivan Gakhov Henri Squire Alejandro Moro Cañas                     |
| 3 giugno  | Czech Open Prostějov, Rep. Ceca Challenger 100 – Terra rossa 32S/24Q/16D – 120 000€ Singolare – Doppio                           | Jérôme Kym 6–2, 3–6, 6–2                                | Tseng Chun-hsin                     | Laslo Đere Pedro Cachín                   | Lukas Neumayer Michael Vrbenský Radu Albot Kyrian Jacquet                          |
| 3 giugno  | Czech Open Prostějov, Rep. Ceca Challenger 100 – Terra rossa 32S/24Q/16D – 120 000€ Singolare – Doppio                           | Ivan Liutarevich Sergio Martos Gornés 6–1, 6–4          | Matwé Middelkoop Philipp Oswald     | Laslo Đere Pedro Cachín                   | Lukas Neumayer Michael Vrbenský Radu Albot Kyrian Jacquet                          |
| 3 giugno  | Tyler Tennis Championships Tyler, Stati Uniti Challenger 75 – Cemento 32S/24Q/16D – 82 000$ Singolare – Doppio                   | James Trotter 6–2, 7–6(3)                               | Brandon Holt                        | Liam Draxl Coleman Wong                   | Alexis Galarneau Hong Seong-chan Abedallah Shelbayh Ethan Quinn                    |
| 3 giugno  | Tyler Tennis Championships Tyler, Stati Uniti Challenger 75 – Cemento 32S/24Q/16D – 82 000$ Singolare – Doppio                   | Hans Hach Verdugo James Trotter 7–6(3), 6–4             | Andrés Andrade Abedallah Shelbayh   | Liam Draxl Coleman Wong                   | Alexis Galarneau Hong Seong-chan Abedallah Shelbayh Ethan Quinn                    |
| 3 giugno  | Zagreb Open Zagabria, Croazia Challenger 75 – Terra rossa 32S/24Q/16D – 73 000€ Singolare – Doppio                               | Damir Džumhur 7–5, 6–0                                  | Luka Mikrut                         | Oriol Roca Batalla Matej Dodig            | Nick Hardt Enrico Dalla Valle Dmitrij Popko Rodrigo Pacheco Méndez                 |
| 3 giugno  | Zagreb Open Zagabria, Croazia Challenger 75 – Terra rossa 32S/24Q/16D – 73 000€ Singolare – Doppio                               | Jonathan Eysseric Quentin Halys 6–4, 6–4                | Alexandru Jecan Henrique Rocha      | Oriol Roca Batalla Matej Dodig            | Nick Hardt Enrico Dalla Valle Dmitrij Popko Rodrigo Pacheco Méndez                 |
| 3 giugno  | AAT Challenger Santa Fe Santa Fe, Argentina Challenger 50 – Terra rossa 32S/24Q/16D – 41 000$ Singolare – Doppio                 | Andrea Collarini 6–2, 6–3                               | Facundo Mena                        | Gonzalo Villanueva Ulises Blanch          | Matheus Pucinelli de Almeida Tomás Farjat Trey Hilderbrand Lautaro Midón           |
| 3 giugno  | AAT Challenger Santa Fe Santa Fe, Argentina Challenger 50 – Terra rossa 32S/24Q/16D – 41 000$ Singolare – Doppio                 | Hady Habib Trey Hilderbrand 6(5)–7, 6–2, [10–4]         | Ignacio Carou Facundo Mena          | Gonzalo Villanueva Ulises Blanch          | Matheus Pucinelli de Almeida Tomás Farjat Trey Hilderbrand Lautaro Midón           |
| 10 giugno | Nottingham Challenger Nottingham, Regno Unito Challenger 125 – Erba 32S/24Q/16D – 148 000€ Singolare – Doppio                    | Jacob Fearnley 4–6, 6–4, 6–3                            | Charles Broom                       | Mattia Bellucci Billy Harris              | Jack Pinnington Jones Shang Juncheng Michail Kukuškin Daniel Evans                 |
| 10 giugno | Nottingham Challenger Nottingham, Regno Unito Challenger 125 – Erba 32S/24Q/16D – 148 000€ Singolare – Doppio                    | John Peers Marcus Willis 6–1, 6(1)–7, [10–7]            | Harold Mayot Luke Saville           | Mattia Bellucci Billy Harris              | Jack Pinnington Jones Shang Juncheng Michail Kukuškin Daniel Evans                 |
| 10 giugno | Internazionali di Tennis Città di Perugia Perugia, Italia Challenger 125 – Terra rossa 32S/24Q/16D – 148 000€ Singolare – Doppio | Luciano Darderi 6–1, 6–2                                | Sumit Nagal                         | Daniel Altmaier Bernabé Zapata Miralles   | Fabio Fognini Francesco Passaro Maks Kaśnikowski Laslo Đere                        |
| 10 giugno | Internazionali di Tennis Città di Perugia Perugia, Italia Challenger 125 – Terra rossa 32S/24Q/16D – 148 000€ Singolare – Doppio | Guido Andreozzi Miguel Ángel Reyes Varela 6–4, 7–5      | Sriram Balaji Andre Begemann        | Daniel Altmaier Bernabé Zapata Miralles   | Fabio Fognini Francesco Passaro Maks Kaśnikowski Laslo Đere                        |
| 10 giugno | Bratislava Open Bratislava, Slovacchia Challenger 100 – Terra rossa 32S/24Q/16D – 120 000€ Singolare – Doppio                    | Kamil Majchrzak 6–0, 2–6, 6–3                           | Henrique Rocha                      | Jérôme Kym Jozef Kovalík                  | Pedro Cachín Dmitrij Popko Martín Landaluce Norbert Gombos                         |
| 10 giugno | Bratislava Open Bratislava, Slovacchia Challenger 100 – Terra rossa 32S/24Q/16D – 120 000€ Singolare – Doppio                    | Jakob Schnaitter Mark Wallner 6–4, 6–4                  | Miloš Karol Tomáš Láník             | Jérôme Kym Jozef Kovalík                  | Pedro Cachín Dmitrij Popko Martín Landaluce Norbert Gombos                         |
| 10 giugno | Open de Lyon Challenger Lione, Francia Challenger 100 – Terra rossa 32S/24Q/16D – 120 000€ Singolare – Doppio                    | Hugo Gaston 6–2, 1–6, 6–1                               | Alexandre Müller                    | Kyrian Jacquet Raphaël Collignon          | Nikoloz Basilašvili Quentin Halys Luca Van Assche Filip Cristian Jianu             |
| 10 giugno | Open de Lyon Challenger Lione, Francia Challenger 100 – Terra rossa 32S/24Q/16D – 120 000€ Singolare – Doppio                    | Manuel Guinard Grégoire Jacq 4–6, 6–3, [10–6]           | Markos Kalovelonis Vladyslav Orlov  | Kyrian Jacquet Raphaël Collignon          | Nikoloz Basilašvili Quentin Halys Luca Van Assche Filip Cristian Jianu             |
| 10 giugno | Lima Challenger Lima, Perù Challenger 50 – Terra rossa 32S/24Q/16D – 41 000$ Singolare – Doppio                                  | Juan Manuel Cerúndolo 6–4, 6–3                          | Pedro Boscardin Dias                | Juan Bautista Torres Hernán Casanova      | Matheus Pucinelli de Almeida Facundo Mena Karue Sell Diego Augusto Barreto Sánchez |
| 10 giugno | Lima Challenger Lima, Perù Challenger 50 – Terra rossa 32S/24Q/16D – 41 000$ Singolare – Doppio                                  | Hady Habib Trey Hilderbrand 7–5, 6–3                    | Pedro Boscardin Dias Pedro Sakamoto | Juan Bautista Torres Hernán Casanova      | Matheus Pucinelli de Almeida Facundo Mena Karue Sell Diego Augusto Barreto Sánchez |
| 17 giugno | Ilkley Trophy Ilkley, Regno Unito Challenger 125 – Erba 32S/24Q/16D – 148 000€ Singolare – Doppio                                | David Goffin 6–4, 6–2                                   | Harold Mayot                        | Zachary Svajda Benjamin Bonzi             | Lukáš Klein Térence Atmane Titouan Droguet Lloyd Harris                            |
| 17 giugno | Ilkley Trophy Ilkley, Regno Unito Challenger 125 – Erba 32S/24Q/16D – 148 000€ Singolare – Doppio                                | Evan King Reese Stalder 6–3, 3–6, [10–6]                | Christian Harrison Fabrice Martin   | Zachary Svajda Benjamin Bonzi             | Lukáš Klein Térence Atmane Titouan Droguet Lloyd Harris                            |
| 17 giugno | Emilia-Romagna Tennis Cup Sassuolo, Italia Challenger 125 – Terra rossa 32S/24Q/16D – 148 000€ Singolare – Doppio                | Jesper de Jong 7–6(5), 6–1                              | Daniel Altmaier                     | Federico Coria Martin Kližan              | Marco Cecchinato Riccardo Bonadio Tristan Boyer Alexander Weis                     |
| 17 giugno | Emilia-Romagna Tennis Cup Sassuolo, Italia Challenger 125 – Terra rossa 32S/24Q/16D – 148 000€ Singolare – Doppio                | Marco Bortolotti Matthew Romios 7–6(7), 2–6, [11–9]     | Ryan Seggerman Patrik Trhac         | Federico Coria Martin Kližan              | Marco Cecchinato Riccardo Bonadio Tristan Boyer Alexander Weis                     |
| 17 giugno | Poznań Open Poznań, Polonia Challenger 75 – Terra rossa 32S/24Q/16D – 73 000€ Singolare – Doppio                                 | Maks Kaśnikowski 3–6, 6–4, 6–3                          | Camilo Ugo Carabelli                | Kamil Majchrzak Genaro Alberto Olivieri   | Dalibor Svrčina Samuel Vincent Ruggeri Nick Hardt Gastão Elias                     |
| 17 giugno | Poznań Open Poznań, Polonia Challenger 75 – Terra rossa 32S/24Q/16D – 73 000€ Singolare – Doppio                                 | Orlando Luz Marcelo Zormann 5–7, 6–2, [10–6]            | Jakob Schnaitter Mark Wallner       | Kamil Majchrzak Genaro Alberto Olivieri   | Dalibor Svrčina Samuel Vincent Ruggeri Nick Hardt Gastão Elias                     |
| 17 giugno | Internationaux de Tennis de Blois Blois, Francia Challenger 50 – Terra rossa 32S/24Q/16D – 36 000€ Singolare – Doppio            | Ričardas Berankis 7–6(4), 7–5                           | Calvin Hemery                       | Alibek Kachmazov Jules Marie              | Corentin Denolly Ergi Kırkın Florent Bax Arthur Gea                                |
| 17 giugno | Internationaux de Tennis de Blois Blois, Francia Challenger 50 – Terra rossa 32S/24Q/16D – 36 000€ Singolare – Doppio            | Benjamin Lock Courtney John Lock 1–6, 6–3, [10–4]       | Corentin Denolly Arthur Gea         | Alibek Kachmazov Jules Marie              | Corentin Denolly Ergi Kırkın Florent Bax Arthur Gea                                |
| 17 giugno | Santa Cruz Challenger II Santa Cruz de la Sierra, Bolivia Challenger 50 – Terra rossa 32S/24Q/16D – 41 000$ Singolare – Doppio   | Juan Manuel Cerúndolo 3–6, 6–1, 6–4                     | Álvaro Guillén Meza                 | Hady Habib Facundo Mena                   | Pedro Sakamoto Juan Carlos Prado Ángelo Leonardo Aboian Garrett Johns              |
| 17 giugno | Santa Cruz Challenger II Santa Cruz de la Sierra, Bolivia Challenger 50 – Terra rossa 32S/24Q/16D – 41 000$ Singolare – Doppio   | Hady Habib Trey Hilderbrand 3–6, 6–3, [10–7]            | Finn Reynolds Matías Soto           | Hady Habib Facundo Mena                   | Pedro Sakamoto Juan Carlos Prado Ángelo Leonardo Aboian Garrett Johns              |
| 24 giugno | Milano ATP Challenger Milano, Italia Challenger 75 – Terra rossa 32S/24Q/16D – 73 000€ Singolare – Doppio                        | Federico Agustín Gómez 6–3, 6–4                         | Filip Cristian Jianu                | Samuel Vincent Ruggeri Enrico Dalla Valle | Ivan Gakhov Vilius Gaubas Tseng Chun-hsin Elmer Møller                             |
| 24 giugno | Milano ATP Challenger Milano, Italia Challenger 75 – Terra rossa 32S/24Q/16D – 73 000€ Singolare – Doppio                        | Andre Begemann Jonathan Eysseric 2–6, 6–4, [10–6]       | Petr Nouza Patrik Rikl              | Samuel Vincent Ruggeri Enrico Dalla Valle | Ivan Gakhov Vilius Gaubas Tseng Chun-hsin Elmer Møller                             |
| 24 giugno | Challenger Ibagué Ibagué, Colombia Challenger 50 – Terra rossa 32S/24Q/16D – 41 000$ Singolare – Doppio                          | Álvaro Guillén Meza 6–0, 6–4                            | Facundo Mena                        | Matías Soto Nicolás Mejía                 | Juan Bautista Torres Hady Habib Valerio Aboian Tomás Farjat                        |
| 24 giugno | Challenger Ibagué Ibagué, Colombia Challenger 50 – Terra rossa 32S/24Q/16D – 41 000$ Singolare – Doppio                          | Finn Reynolds Matías Soto 6–4, 4–6, [10–7]              | Leonardo Aboian Valerio Aboian      | Matías Soto Nicolás Mejía                 | Juan Bautista Torres Hady Habib Valerio Aboian Tomás Farjat                        |

### Luglio
| Settimana | Torneo | Campione                                                           | Finalista                                | Semifinalisti                             | Eliminati ai quarti                                                           |
| --------- | --- | ------------------------------------------------------------------ | ---------------------------------------- | ----------------------------------------- | ----------------------------------------------------------------------------- |
| 1º luglio | Cranbrook Tennis Classic Bloomfield Hills, Stati Uniti Challenger 75 – Cemento 32S/24Q/16D – 82 000$ Singolare – Doppio | Learner Tien 4–6, 6–3, 6–4                                         | Nishesh Basavareddy                      | Stefan Kozlov Ryan Seggerman              | Jeffrey John Wolf Bernard Tomić Gijs Brouwer Philip Sekulic                   |
| 1º luglio | Cranbrook Tennis Classic Bloomfield Hills, Stati Uniti Challenger 75 – Cemento 32S/24Q/16D – 82 000$ Singolare – Doppio | Ryan Seggerman Patrik Trhac 4–6, 6–3, [10–6]                       | Ozan Baris Nishesh Basavareddy           | Stefan Kozlov Ryan Seggerman              | Jeffrey John Wolf Bernard Tomić Gijs Brouwer Philip Sekulic                   |
| 1º luglio | Brașov Challenger Brașov, Romania Challenger 75 – Terra rossa 32S/24Q/16D – 73 000€ Singolare – Doppio                  | Murkel Dellien 6–3, 7–5                                            | Dmitrij Popko                            | Nerman Fatić Nicolas Moreno de Alboran    | Radu Mihai Papoe Cezar Crețu Filip Cristian Jianu Matej Dodig                 |
| 1º luglio | Brașov Challenger Brașov, Romania Challenger 75 – Terra rossa 32S/24Q/16D – 73 000€ Singolare – Doppio                  | Javier Barranco Cosano Nicolas Moreno de Alboran 3–6, 6–1, [17–15] | Karol Drzewiecki Piotr Matuszewski       | Nerman Fatić Nicolas Moreno de Alboran    | Radu Mihai Papoe Cezar Crețu Filip Cristian Jianu Matej Dodig                 |
| 1º luglio | Tennis Open Karlsruhe Karlsruhe, Germania Challenger 75 – Terra rossa 32S/24Q/16D – 73 000€ Singolare – Doppio          | Jozef Kovalík 6–3, 7–6(2)                                          | Camilo Ugo Carabelli                     | Zsombor Piros Daniel Masur                | Edas Butvilas Adrian Andreev Benjamin Hassan Rudolf Molleker                  |
| 1º luglio | Tennis Open Karlsruhe Karlsruhe, Germania Challenger 75 – Terra rossa 32S/24Q/16D – 73 000€ Singolare – Doppio          | Jakob Schnaitter Mark Wallner 6–4, 6–0                             | Dan Added Grégoire Jacq                  | Zsombor Piros Daniel Masur                | Edas Butvilas Adrian Andreev Benjamin Hassan Rudolf Molleker                  |
| 1º luglio | Modena Challenger Modena, Italia Challenger 75 – Terra rossa 32S/24Q/16D – 73 000€ Singolare – Doppio                   | Albert Ramos Viñolas 6–4, 3–6, 6–2                                 | Federico Arnaboldi                       | Tseng Chun-hsin Andrea Collarini          | Marcello Serafini Andrea Pellegrino Oriol Roca Batalla Juan Pablo Varillas    |
| 1º luglio | Modena Challenger Modena, Italia Challenger 75 – Terra rossa 32S/24Q/16D – 73 000€ Singolare – Doppio                   | Jonathan Eysseric George Goldhoff 6–3, 3–6, [10–8]                 | Andre Begemann Patrik Niklas-Salminen    | Tseng Chun-hsin Andrea Collarini          | Marcello Serafini Andrea Pellegrino Oriol Roca Batalla Juan Pablo Varillas    |
| 1º luglio | Internationaux de Tennis de Troyes Troyes, Francia Challenger 50 – Terra rossa 32S/24Q/16D – 36 000€ Singolare – Doppio | Gabriel Debru 6–3, 6(1)–7, 7–5                                     | Timofej Skatov                           | Lorenzo Giustino Lilian Marmousez         | Evgenij Karlovskij Jonáš Forejtek Neil Oberleitner Martín Landaluce           |
| 1º luglio | Internationaux de Tennis de Troyes Troyes, Francia Challenger 50 – Terra rossa 32S/24Q/16D – 36 000€ Singolare – Doppio | Neil Oberleitner Jakub Paul 6–4, 7–6(1)                            | Denis Istomin Evgenij Karlovskij         | Lorenzo Giustino Lilian Marmousez         | Evgenij Karlovskij Jonáš Forejtek Neil Oberleitner Martín Landaluce           |
| 8 luglio  | Braunschweig Open Braunschweig, Germania Challenger 125 – Terra rossa 32S/24Q/16D – 148 000€ Singolare – Doppio         | Roberto Carballés Baena 6–1, 6–3                                   | Botic van de Zandschulp                  | Pierre-Hugues Herbert Pedro Cachín        | Cristian Garín Duje Ajduković Henri Squire Daniel Elahi Galán                 |
| 8 luglio  | Braunschweig Open Braunschweig, Germania Challenger 125 – Terra rossa 32S/24Q/16D – 148 000€ Singolare – Doppio         | Sander Arends Robin Haase 4–6, 6–4, [10–8]                         | Sriram Balaji Gonzalo Escobar            | Pierre-Hugues Herbert Pedro Cachín        | Cristian Garín Duje Ajduković Henri Squire Daniel Elahi Galán                 |
| 8 luglio  | Salzburg Open Salisburgo, Austria Challenger 125 – Terra rossa 32S/24Q/16D – 148 000€ Singolare – Doppio                | Alexander Ritschard 6–4, 6–2                                       | Kyrian Jacquet                           | Ignacio Buse Thiago Monteiro              | Federico Coria Hamad Međedović Alejandro Moro Cañas Lukas Neumayer            |
| 8 luglio  | Salzburg Open Salisburgo, Austria Challenger 125 – Terra rossa 32S/24Q/16D – 148 000€ Singolare – Doppio                | Manuel Guinard Grégoire Jacq 2–6, 6–3, [14–12]                     | Petr Nouza Patrik Rikl                   | Ignacio Buse Thiago Monteiro              | Federico Coria Hamad Međedović Alejandro Moro Cañas Lukas Neumayer            |
| 8 luglio  | Iași Open Iași, Romania Challenger 100 – Terra rossa 32S/24Q/16D – 121 000€ Singolare – Doppio                          | Hugo Dellien 6–1, 6–1                                              | Javier Barranco Cosano                   | Daniel Vallejo Enzo Couacaud              | Valentin Royer Martín Landaluce Dmitrij Popko Juan Pablo Ficovich             |
| 8 luglio  | Iași Open Iași, Romania Challenger 100 – Terra rossa 32S/24Q/16D – 121 000€ Singolare – Doppio                          | Cezar Crețu Bogdan Pavel 2–6, 6–2, [10–4]                          | Karol Drzewiecki Piotr Matuszewski       | Daniel Vallejo Enzo Couacaud              | Valentin Royer Martín Landaluce Dmitrij Popko Juan Pablo Ficovich             |
| 8 luglio  | Città di Trieste Challenger Trieste, Italia Challenger 100 – Terra rossa 32S/24Q/16D – 121 000€ Singolare – Doppio      | Federico Agustín Gómez 6–1, 6–2                                    | Marcelo Tomás Barrios Vera               | Oriol Roca Batalla Henrique Rocha         | Adrian Andreev Titouan Droguet Francesco Maestrelli Enrico Dalla Valle        |
| 8 luglio  | Città di Trieste Challenger Trieste, Italia Challenger 100 – Terra rossa 32S/24Q/16D – 121 000€ Singolare – Doppio      | Marco Bortolotti Matthew Romios 6–2, 7–6(6)                        | Daniel Dutra da Silva Courtney John Lock | Oriol Roca Batalla Henrique Rocha         | Adrian Andreev Titouan Droguet Francesco Maestrelli Enrico Dalla Valle        |
| 8 luglio  | Winnipeg Challenger Winnipeg, Canada Challenger 75 – Cemento 32S/24Q/16D – 82 000$ Singolare – Doppio                   | Benjamin Bonzi 5–7, 6–1, 6–4                                       | Sho Shimabukuro                          | Eliot Spizzirri Bu Yunchaokete            | Hugo Grenier Tristan Schoolkate Yuta Shimizu Brandon Holt                     |
| 8 luglio  | Winnipeg Challenger Winnipeg, Canada Challenger 75 – Cemento 32S/24Q/16D – 82 000$ Singolare – Doppio                   | Christian Harrison Cannon Kingsley 6–1, 6–4                        | Yuta Shimizu Kaichi Uchida               | Eliot Spizzirri Bu Yunchaokete            | Hugo Grenier Tristan Schoolkate Yuta Shimizu Brandon Holt                     |
| 15 luglio | Championnats de Granby Granby, Canada Challenger 75 – Cemento 32S/24Q/16D – 82 000$ Singolare – Doppio                  | Bu Yunchaokete 6–3, 6(7)–7, 6–4                                    | Térence Atmane                           | Hugo Grenier Yasutaka Uchiyama            | Andrés Andrade Bruno Kuzuhara Sho Shimabukuro Wu Tung-lin                     |
| 15 luglio | Championnats de Granby Granby, Canada Challenger 75 – Cemento 32S/24Q/16D – 82 000$ Singolare – Doppio                  | Andrés Andrade Mac Kiger 3–6, 6–3, [10–2]                          | Justin Boulais Joshua Lapadat            | Hugo Grenier Yasutaka Uchiyama            | Andrés Andrade Bruno Kuzuhara Sho Shimabukuro Wu Tung-lin                     |
| 15 luglio | Dutch Open Amersfoort, Paesi Bassi Challenger 75 – Terra rossa 32S/24Q/16D – 73 000€ Singolare – Doppio                 | Marcelo Tomás Barrios Vera 6–2, 6–1                                | Alexey Zakharov                          | Daniel Rincón Max Houkes                  | Álvaro Guillén Meza Enrico Dalla Valle Murkel Dellien Bernabé Zapata Miralles |
| 15 luglio | Dutch Open Amersfoort, Paesi Bassi Challenger 75 – Terra rossa 32S/24Q/16D – 73 000€ Singolare – Doppio                 | Marcelo Demoliner Guillermo Durán 7–6(2), 6–4                      | Jay Clarke David Stevenson               | Daniel Rincón Max Houkes                  | Álvaro Guillén Meza Enrico Dalla Valle Murkel Dellien Bernabé Zapata Miralles |
| 15 luglio | Open de Tenis Ciudad de Pozoblanco Pozoblanco, Spagna Challenger 50 – Cemento 32S/24Q/16D – 36 000€ Singolare – Doppio  | August Holmgren 3–6, 6–3, 6–4                                      | Antoine Escoffier                        | Robin Bertrand Jahor Herasimaŭ            | Alberto Barroso Campos Laurent Lokoli Dan Added Miguel Damas                  |
| 15 luglio | Open de Tenis Ciudad de Pozoblanco Pozoblanco, Spagna Challenger 50 – Cemento 32S/24Q/16D – 36 000€ Singolare – Doppio  | Dan Added Arthur Reymond 6–2, 6–4                                  | Liam Hignett James MacKinlay             | Robin Bertrand Jahor Herasimaŭ            | Alberto Barroso Campos Laurent Lokoli Dan Added Miguel Damas                  |
| 15 luglio | President's Cup Astana, Kazakistan Challenger 50 – Cemento 32S/24Q/16D – 41 000$ Singolare – Doppio                     | Dimitar Kuzmanov 6–4, 6–3                                          | Saba Purtseladze                         | Aleksandre Bakshi Evgenij Karlovskij      | Sergey Fomin Evgenij Donskoj Antoine Ghibaudo Lukáš Pokorný                   |
| 15 luglio | President's Cup Astana, Kazakistan Challenger 50 – Cemento 32S/24Q/16D – 41 000$ Singolare – Doppio                     | Egor Agafonov Ilia Simakin 6–4, 6–3                                | Denis Istomin Evgenij Karlovskij         | Aleksandre Bakshi Evgenij Karlovskij      | Sergey Fomin Evgenij Donskoj Antoine Ghibaudo Lukáš Pokorný                   |
| 22 luglio | Zug Open Zugo, Svizzera Challenger 125 – Terra rossa 32S/24Q/16D – 148 000€ Singolare – Doppio                          | Jérôme Kym 6–4, 6–4                                                | Román Andrés Burruchaga                  | Marc-Andrea Hüsler Joris De Loore         | Henry Bernet Abedallah Shelbayh Marko Topo Geoffrey Blancaneaux               |
| 22 luglio | Zug Open Zugo, Svizzera Challenger 125 – Terra rossa 32S/24Q/16D – 148 000€ Singolare – Doppio                          | Jurij Rodionov Volodymyr Uzhylovskyi 7–6(5), 7–6(5)                | Seita Watanabe Takeru Yuzuki             | Marc-Andrea Hüsler Joris De Loore         | Henry Bernet Abedallah Shelbayh Marko Topo Geoffrey Blancaneaux               |
| 22 luglio | Internazionali di Tennis Verona Verona, Italia Challenger 100 – Terra rossa 32S/24Q/16D – 121 000€ Singolare – Doppio   | Federico Arnaboldi 6–2, 6–2                                        | Vilius Gaubas                            | Max Hans Rehberg Nikoloz Basilašvili      | Álvaro Guillén Meza Gonzalo Bueno Hugo Dellien Jesper de Jong                 |
| 22 luglio | Internazionali di Tennis Verona Verona, Italia Challenger 100 – Terra rossa 32S/24Q/16D – 121 000€ Singolare – Doppio   | Marcelo Demoliner Guillermo Durán 6(6)–7, 7–6(3), [15–13]          | Yanaki Milev Petr Nesterov               | Max Hans Rehberg Nikoloz Basilašvili      | Álvaro Guillén Meza Gonzalo Bueno Hugo Dellien Jesper de Jong                 |
| 22 luglio | Chicago Men's Challenger Chicago, Stati Uniti Challenger 75 – Cemento 32S/24Q/16D – 82 000$ Singolare – Doppio          | Gabriel Diallo 6–3, 7–6(3)                                         | Bu Yunchaokete                           | Jacob Fearnley Learner Tien               | Brandon Holt Mitchell Krueger Hugo Grenier Hong Seong-chan                    |
| 22 luglio | Chicago Men's Challenger Chicago, Stati Uniti Challenger 75 – Cemento 32S/24Q/16D – 82 000$ Singolare – Doppio          | Luke Saville Li Tu 6–4, 3–6, [10–3]                                | Mac Kiger Benjamin Sigouin               | Jacob Fearnley Learner Tien               | Brandon Holt Mitchell Krueger Hugo Grenier Hong Seong-chan                    |
| 22 luglio | Tampere Open Tampere, Finlandia Challenger 75 – Terra rossa 32S/24Q/16D – 73 000€ Singolare – Doppio                    | Daniel Rincón 6–1, 7–6(4)                                          | Calvin Hemery                            | Javier Barranco Cosano Gabi Adrian Boitan | Francisco Comesaña Aziz Dougaz Marvin Möller Carlos Taberner                  |
| 22 luglio | Tampere Open Tampere, Finlandia Challenger 75 – Terra rossa 32S/24Q/16D – 73 000€ Singolare – Doppio                    | Íñigo Cervantes Daniel Rincón 6–3, 6–4                             | Thomas John Fancutt Johannes Ingildsen   | Javier Barranco Cosano Gabi Adrian Boitan | Francisco Comesaña Aziz Dougaz Marvin Möller Carlos Taberner                  |
| 22 luglio | Open Castilla y León Segovia, Spagna Challenger 50 – Cemento 32S/24Q/16D – 36 000€ Singolare – Doppio                   | Antoine Escoffier 6–3, 2–6, 6–3                                    | Álex Martínez                            | Cui Jie Nicolás Álvarez Varona            | Benjamin Lock Max Wiskandt Dan Added Mario González Fernández                 |
| 22 luglio | Open Castilla y León Segovia, Spagna Challenger 50 – Cemento 32S/24Q/16D – 36 000€ Singolare – Doppio                   | Dan Added Arthur Reymond 6–4, 6–3                                  | Alexander Donski Tiago Pereira           | Cui Jie Nicolás Álvarez Varona            | Benjamin Lock Max Wiskandt Dan Added Mario González Fernández                 |
| 29 luglio | Porto Open Porto, Portogallo Challenger 125 – Cemento 32S/24Q/16D – 148 000€ Singolare – Doppio                         | August Holmgren 7–6(3), 7–6(6)                                     | Alejandro Moro Cañas                     | Jaime Faria Michail Kukuškin              | Edas Butvilas Vadym Ursu Álex Martínez Arthur Reymond                         |
| 29 luglio | Porto Open Porto, Portogallo Challenger 125 – Cemento 32S/24Q/16D – 148 000€ Singolare – Doppio                         | Sander Arends Luke Johnson 6–3, 6–2                                | Joshua Paris Ramkumar Ramanathan         | Jaime Faria Michail Kukuškin              | Edas Butvilas Vadym Ursu Álex Martínez Arthur Reymond                         |
| 29 luglio | San Marino Tennis Open San Marino, San Marino Challenger 125 – Terra rossa 32S/24Q/16D – 148 000€ Singolare – Doppio    | Alexandre Müller 6–3, 4–6, 7–6(3)                                  | Tseng Chun-hsin                          | Fabio Fognini Francisco Comesaña          | Matteo Gigante Juan Manuel Cerúndolo Gustavo Heide Andrea Pellegrino          |
| 29 luglio | San Marino Tennis Open San Marino, San Marino Challenger 125 – Terra rossa 32S/24Q/16D – 148 000€ Singolare – Doppio    | Petr Nouza Patrik Rikl 1–6, 7–5, [10–6]                            | Théo Arribagé Orlando Luz                | Fabio Fognini Francisco Comesaña          | Matteo Gigante Juan Manuel Cerúndolo Gustavo Heide Andrea Pellegrino          |
| 29 luglio | Sauerland Open Lüdenscheid, Germania Challenger 100 – Terra rossa 32S/24Q/16D – 121 000€ Singolare – Doppio             | Raphaël Collignon 3–6, 6–4, 6–3                                    | Botic van de Zandschulp                  | Titouan Droguet Kamil Majchrzak           | Henri Squire Oriol Roca Batalla Román Andrés Burruchaga Clément Tabur         |
| 29 luglio | Sauerland Open Lüdenscheid, Germania Challenger 100 – Terra rossa 32S/24Q/16D – 121 000€ Singolare – Doppio             | David Pel Bart Stevens 6–4, 2–6, [10–8]                            | Matwé Middelkoop Denys Molčanov          | Titouan Droguet Kamil Majchrzak           | Henri Squire Oriol Roca Batalla Román Andrés Burruchaga Clément Tabur         |
| 29 luglio | Lexington Challenger Lexington, Stati Uniti Challenger 75 – Cemento 32S/24Q/16D – 82 000$ Singolare – Doppio            | João Fonseca 6–1, 6–4                                              | Li Tu                                    | Hugo Grenier Coleman Wong                 | Learner Tien Gabriel Diallo Micah Braswell Emilio Nava                        |
| 29 luglio | Lexington Challenger Lexington, Stati Uniti Challenger 75 – Cemento 32S/24Q/16D – 82 000$ Singolare – Doppio            | André Göransson Sem Verbeek 6–4, 6–3                               | Yuta Shimizu James Trotter               | Hugo Grenier Coleman Wong                 | Learner Tien Gabriel Diallo Micah Braswell Emilio Nava                        |
| 29 luglio | Liberec Open Liberec, Repubblica Ceca Challenger 75 – Terra rossa 32S/24Q/16D – 73 000€ Singolare – Doppio              | Hugo Dellien 5–7, 6–4, 6–1                                         | Elmer Møller                             | Manuel Guinard Nicolas Moreno de Alboran  | Vitaliy Sachko Michael Vrbenský Andrew Paulson Geoffrey Blancaneaux           |
| 29 luglio | Liberec Open Liberec, Repubblica Ceca Challenger 75 – Terra rossa 32S/24Q/16D – 73 000€ Singolare – Doppio              | Jonáš Forejtek Michael Vrbenský 7–5, 6(5)–7, [10–4]                | Miloš Karol Tomáš Láník                  | Manuel Guinard Nicolas Moreno de Alboran  | Vitaliy Sachko Michael Vrbenský Andrew Paulson Geoffrey Blancaneaux           |

### Agosto
| Settimana | Torneo | Campione                                                     | Finalista                                    | Semifinalisti                                           | Eliminati ai quarti                                                   |
| --------- | --- | ------------------------------------------------------------ | -------------------------------------------- | ------------------------------------------------------- | --------------------------------------------------------------------- |
| 5 agosto  | Open Bogotá Bogotà, Colombia Challenger 75 – Terra rossa 32S/24Q/16D – 82 000$ Singolare – Doppio                                         | Facundo Mena 6–4, 7–5                                        | Mateus Alves                                 | Nicolás Mejía Karue Sell                                | Bernard Tomić Dmitrij Popko Juan Pablo Ficovich Facundo Bagnis        |
| 5 agosto  | Open Bogotá Bogotà, Colombia Challenger 75 – Terra rossa 32S/24Q/16D – 82 000$ Singolare – Doppio                                         | Finn Reynolds Matías Soto 6–3, 6–4                           | Benjamin Lock João Lucas Reis da Silva       | Nicolás Mejía Karue Sell                                | Bernard Tomić Dmitrij Popko Juan Pablo Ficovich Facundo Bagnis        |
| 5 agosto  | Lincoln Challenger Lincoln, Stati Uniti Challenger 75 – Cemento 32S/24Q/16D – 82 000$ Singolare – Doppio                                  | Jacob Fearnley 6–4, 6–2                                      | Coleman Wong                                 | Bu Yunchaokete Nishesh Basavareddy                      | Aidan Mayo Tristan Schoolkate Paul Jubb Li Tu                         |
| 5 agosto  | Lincoln Challenger Lincoln, Stati Uniti Challenger 75 – Cemento 32S/24Q/16D – 82 000$ Singolare – Doppio                                  | Robert Cash James Tracy 7–6(6), 6–3                          | Ariel Behar Luke Johnson                     | Bu Yunchaokete Nishesh Basavareddy                      | Aidan Mayo Tristan Schoolkate Paul Jubb Li Tu                         |
| 5 agosto  | Bonn Open Bonn, Germania Challenger 75 – Terra rossa 32S/24Q/16D – 73 000€ Singolare – Doppio                                             | Hugo Dellien 7–6(2), 6–0                                     | Maximilian Marterer                          | Martín Landaluce Benjamin Hassan                        | Jan Choinski Calvin Hemery Dalibor Svrčina Henri Squire               |
| 5 agosto  | Bonn Open Bonn, Germania Challenger 75 – Terra rossa 32S/24Q/16D – 73 000€ Singolare – Doppio                                             | Théo Arribagé Orlando Luz 6–2, 6–4                           | Jeevan Nedunchezhiyan Vijay Sundar Prashanth | Martín Landaluce Benjamin Hassan                        | Jan Choinski Calvin Hemery Dalibor Svrčina Henri Squire               |
| 5 agosto  | Internazionali di Tennis del Friuli Venezia Giulia Cordenons, Italia Challenger 75 – Terra rossa 32S/24Q/16D – 73 000€ Singolare – Doppio | Vilius Gaubas 2–6, 6–2, 6–4                                  | Carlos Taberner                              | Andrew Paulson Alexander Blockx                         | Andrea Collarini Lorenzo Giustino Federico Arnaboldi Riccardo Bonadio |
| 5 agosto  | Internazionali di Tennis del Friuli Venezia Giulia Cordenons, Italia Challenger 75 – Terra rossa 32S/24Q/16D – 73 000€ Singolare – Doppio | Marco Bortolotti Matthew Romios walkover                     | Jiří Barnat Andrew Paulson                   | Andrew Paulson Alexander Blockx                         | Andrea Collarini Lorenzo Giustino Federico Arnaboldi Riccardo Bonadio |
| 12 agosto | Santo Domingo Open Santo Domingo, Repubblica Dominicana Challenger 125 – Terra rossa 32S/24Q/16D – 164 000$ Singolare – Doppio            | Damir Džumhur 6–4, 6–4                                       | Andrés Andrade                               | Laslo Đere Renzo Olivo                                  | Bernard Tomić Ryan Seggerman Tseng Chun-hsin Felipe Meligeni Alves    |
| 12 agosto | Santo Domingo Open Santo Domingo, Repubblica Dominicana Challenger 125 – Terra rossa 32S/24Q/16D – 164 000$ Singolare – Doppio            | Diego Hidalgo Miguel Ángel Reyes Varela 6(2)–7, 6–4, [18–16] | Sriram Balaji Fernando Romboli               | Laslo Đere Renzo Olivo                                  | Bernard Tomić Ryan Seggerman Tseng Chun-hsin Felipe Meligeni Alves    |
| 12 agosto | Cary Challenger Cary, Stati Uniti Challenger 100 – Cemento 32S/24Q/16D – 134 000$ Singolare – Doppio                                      | Roman Safiullin 1–6, 7–5, 7–5                                | Mattia Bellucci                              | David Goffin Gabriel Diallo                             | Christopher Eubanks Otto Virtanen Michail Kukuškin Tristan Boyer      |
| 12 agosto | Cary Challenger Cary, Stati Uniti Challenger 100 – Cemento 32S/24Q/16D – 134 000$ Singolare – Doppio                                      | John Peers John-Patrick Smith walkover                       | Federico Agustín Gómez Petros Tsitsipas      | David Goffin Gabriel Diallo                             | Christopher Eubanks Otto Virtanen Michail Kukuškin Tristan Boyer      |
| 12 agosto | Kozerki Open Grodzisk Mazowiecki, Polonia Challenger 75 – Cemento 32S/24Q/16D – 73 000€ Singolare – Doppio                                | Marc-Andrea Hüsler 6–1, 6–4                                  | Vít Kopřiva                                  | Hazem Naw Antoine Escoffier                             | Norbert Gombos Manuel Guinard Dominic Stricker Laurent Lokoli         |
| 12 agosto | Kozerki Open Grodzisk Mazowiecki, Polonia Challenger 75 – Cemento 32S/24Q/16D – 73 000€ Singolare – Doppio                                | Charles Broom David Stevenson 6–3, 7–6(3)                    | Daniel Cukierman Johannes Ingildsen          | Hazem Naw Antoine Escoffier                             | Norbert Gombos Manuel Guinard Dominic Stricker Laurent Lokoli         |
| 12 agosto | Internazionali di Tennis Città di Todi Todi, Italia Challenger 75 – Terra rossa 32S/24Q/16D – 73 000€ Singolare – Doppio                  | Carlos Taberner 6–4, 6–3                                     | Santiago Fa Rodríguez Taverna                | Stefano Travaglia Cezar Crețu                           | Gastão Elias Luka Pavlovic Facundo Juárez Lorenzo Giustino            |
| 12 agosto | Internazionali di Tennis Città di Todi Todi, Italia Challenger 75 – Terra rossa 32S/24Q/16D – 73 000€ Singolare – Doppio                  | Ivan Sabanov Matej Sabanov 6–4, 7–6(3)                       | Filip Bergevi Mick Veldheer                  | Stefano Travaglia Cezar Crețu                           | Gastão Elias Luka Pavlovic Facundo Juárez Lorenzo Giustino            |
| 19 agosto | Dobrich Challenger Dobrič, Bulgaria Challenger 50 – Terra rossa 32S/24Q/16D – 36 000€ Singolare – Doppio                                  | Juan Bautista Torres 5–7, 6–0, 7–5                           | Ivan Gakhov                                  | Arthur Gea Hady Habib                                   | Ergi Kırkın Christoph Negritu Petr Nesterov Luciano Emanuel Ambrogi   |
| 19 agosto | Dobrich Challenger Dobrič, Bulgaria Challenger 50 – Terra rossa 32S/24Q/16D – 36 000€ Singolare – Doppio                                  | Alexander Merino Christoph Negritu 6–4, 6–2                  | Victor Vlad Cornea Ergi Kırkın               | Arthur Gea Hady Habib                                   | Ergi Kırkın Christoph Negritu Petr Nesterov Luciano Emanuel Ambrogi   |
| 19 agosto | Jinan International Open Jinan, Cina Challenger 50 – Cemento 32S/24Q/16D – 41 000$ Singolare – Doppio                                     | Wu Yibing 7–5, 6–3                                           | Rio Noguchi                                  | Yuta Shimizu Keegan Smith                               | Philip Henning Shin Woo-bin Sun Fajing Mo Yecong                      |
| 19 agosto | Jinan International Open Jinan, Cina Challenger 50 – Cemento 32S/24Q/16D – 41 000$ Singolare – Doppio                                     | Chung Yun-seong Yuta Shimizu 6–3, 6(5)–7, [10–6]             | Rio Noguchi Edward Winter                    | Yuta Shimizu Keegan Smith                               | Philip Henning Shin Woo-bin Sun Fajing Mo Yecong                      |
| 26 agosto | Città di Como Challenger Como, Italia Challenger 75 – Terra rossa 32S/24Q/16D – 73 000€ Singolare – Doppio                                | Gabriel Debru 6–1, 2–6, 6–3                                  | Ignacio Buse                                 | Stefano Travaglia Alex Molčan                           | Kei Nishikori Genaro Alberto Olivieri Zsombor Piros Valerio Aboian    |
| 26 agosto | Città di Como Challenger Como, Italia Challenger 75 – Terra rossa 32S/24Q/16D – 73 000€ Singolare – Doppio                                | Victor Vlad Cornea Denys Molčanov 6–2, 6–3                   | Alexandru Jecan Ivan Liutarevich             | Stefano Travaglia Alex Molčan                           | Kei Nishikori Genaro Alberto Olivieri Zsombor Piros Valerio Aboian    |
| 26 agosto | Rafa Nadal Open Manacor, Spagna Challenger 75 – Cemento 32S/24Q/16D – 73 000€ Singolare – Doppio                                          | Duje Ajduković 4–6, 6–3, 6–4                                 | Matteo Gigante                               | Khumoyun Sultanov Jérôme Kym                            | Abedallah Shelbayh Marc-Andrea Hüsler Enzo Couacaud Ričardas Berankis |
| 26 agosto | Rafa Nadal Open Manacor, Spagna Challenger 75 – Cemento 32S/24Q/16D – 73 000€ Singolare – Doppio                                          | David Pichler Jurij Rodionov 1–6, 6–3, [10–7]                | Anirudh Chandrasekar David Vega Hernández    | Khumoyun Sultanov Jérôme Kym                            | Abedallah Shelbayh Marc-Andrea Hüsler Enzo Couacaud Ričardas Berankis |
| 26 agosto | Porto Challenger Porto, Portogallo Challenger 75 – Terra rossa 32S/24Q/16D – 73 000€ Singolare – Doppio                                   | Adrian Andreev 6–3, 6–0                                      | Carlos Taberner                              | Nikolás Sánchez Izquierdo Santiago Fa Rodríguez Taverna | Daniel Cukierman Daniel Masur Dino Prižmić Enrico Dalla Valle         |
| 26 agosto | Porto Challenger Porto, Portogallo Challenger 75 – Terra rossa 32S/24Q/16D – 73 000€ Singolare – Doppio                                   | Daniel Cukierman Piotr Matuszewski 6–4, 6–0                  | Romain Arneodo Théo Arribagé                 | Nikolás Sánchez Izquierdo Santiago Fa Rodríguez Taverna | Daniel Cukierman Daniel Masur Dino Prižmić Enrico Dalla Valle         |
| 26 agosto | International Challenger Zhangjiagang Zhangjiagang, Cina Challenger 75 – Cemento 32S/24Q/16D – 82 000$ Singolare – Doppio                 | Yasutaka Uchiyama 6(4)–7, 6–2, 6–2                           | Mark Lajal                                   | Norbert Gombos Hong Seong-chan                          | Dalibor Svrčina Rio Noguchi Wu Tung-lin Sun Fajing                    |
| 26 agosto | International Challenger Zhangjiagang Zhangjiagang, Cina Challenger 75 – Cemento 32S/24Q/16D – 82 000$ Singolare – Doppio                 | Kaichi Uchida Takeru Yuzuki 6–1, 7–5                         | Francis Casey Alcantara Pruchya Isaro        | Norbert Gombos Hong Seong-chan                          | Dalibor Svrčina Rio Noguchi Wu Tung-lin Sun Fajing                    |

### Settembre
| Settimana    | Torneo | Campione                                                     | Finalista                                      | Semifinalisti                          | Eliminati ai quarti                                                                       |
| ------------ | --- | ------------------------------------------------------------ | ---------------------------------------------- | -------------------------------------- | ----------------------------------------------------------------------------------------- |
| 2 settembre  | Genoa Open Challenger Genova, Italia Challenger 125 – Terra rossa 32S/24Q/16D – 148 000€ Singolare – Doppio                             | Francesco Passaro 7–5, 6–3                                   | Jaume Munar                                    | Stefano Travaglia Ignacio Buse         | Mili Poljičak Kei Nishikori Giovanni Fonio Thiago Monteiro                                |
| 2 settembre  | Genoa Open Challenger Genova, Italia Challenger 125 – Terra rossa 32S/24Q/16D – 148 000€ Singolare – Doppio                             | Benjamin Hassan David Vega Hernández 6–4, 7–5                | Romain Arneodo Théo Arribagé                   | Stefano Travaglia Ignacio Buse         | Mili Poljičak Kei Nishikori Giovanni Fonio Thiago Monteiro                                |
| 2 settembre  | Copa Sevilla Siviglia, Spagna Challenger 125 – Terra gialla 32S/24Q/16D – 148 000€ Singolare – Doppio                                   | Roberto Carballés Baena 6–3, 7–5                             | Daniel Altmaier                                | Calvin Hemery Alexander Ritschard      | Oriol Roca Batalla Albert Ramos Viñolas Santiago Fa Rodríguez Taverna David Jordà Sanchis |
| 2 settembre  | Copa Sevilla Siviglia, Spagna Challenger 125 – Terra gialla 32S/24Q/16D – 148 000€ Singolare – Doppio                                   | Petr Nouza Patrik Rikl 6–3, 6–2                              | George Goldhoff Fernando Romboli               | Calvin Hemery Alexander Ritschard      | Oriol Roca Batalla Albert Ramos Viñolas Santiago Fa Rodríguez Taverna David Jordà Sanchis |
| 2 settembre  | NÖ Open Tulln an der Donau, Austria Challenger 100 – Terra rossa 32S/24Q/16D – 121 000€ Singolare – Doppio                              | Jan Choinski 6–4, 6–1                                        | Lukas Neumayer                                 | Jakub Nicod Rudolf Molleker            | Max Hans Rehberg Ivan Gakhov Andrew Paulson Jérôme Kym                                    |
| 2 settembre  | NÖ Open Tulln an der Donau, Austria Challenger 100 – Terra rossa 32S/24Q/16D – 121 000€ Singolare – Doppio                              | Miloš Karol Vitaliy Sachko 6–4, 2–6, [11–9]                  | Karol Drzewiecki Piotr Matuszewski             | Jakub Nicod Rudolf Molleker            | Max Hans Rehberg Ivan Gakhov Andrew Paulson Jérôme Kym                                    |
| 2 settembre  | Shanghai Challenger Shanghai, Cina Challenger 100 – Cemento 32S/24Q/16D – 134 000$ Singolare – Doppio                                   | Sho Shimabukuro 6–4, 6–4                                     | Hsu Yu-hsiou                                   | Norbert Gombos Coleman Wong            | Kris van Wyk Alibek Kachmazov Beibit Zhukayev Dalibor Svrčina                             |
| 2 settembre  | Shanghai Challenger Shanghai, Cina Challenger 100 – Cemento 32S/24Q/16D – 134 000$ Singolare – Doppio                                   | Cristian Rodríguez Matthew Romios 7–6(4), 1–6, [10–7]        | Rithvik Choudary Bollipalli Arjun Kadhe        | Norbert Gombos Coleman Wong            | Kris van Wyk Alibek Kachmazov Beibit Zhukayev Dalibor Svrčina                             |
| 2 settembre  | Istanbul Challenger Istanbul, Turchia Challenger 75 – Cemento 32S/24Q/16D – 82 000$ Singolare – Doppio                                  | Damir Džumhur 6–4, 6–2                                       | Hamad Međedović                                | Jesper de Jong Martín Landaluce        | Jack Pinnington Jones Ilia Simakin Matej Dodig Elmer Møller                               |
| 2 settembre  | Istanbul Challenger Istanbul, Turchia Challenger 75 – Cemento 32S/24Q/16D – 82 000$ Singolare – Doppio                                  | Aleksandre Bakshi Yankı Erel 7–6(4), 7–5                     | August Holmgren Johannes Ingildsen             | Jesper de Jong Martín Landaluce        | Jack Pinnington Jones Ilia Simakin Matej Dodig Elmer Møller                               |
| 2 settembre  | Cassis Open Provence Cassis, Francia Challenger 75 – Cemento 32S/24Q/16D – 73 000€ Singolare – Doppio                                   | Richard Gasquet 3–6, 6–1, 6–2                                | Jurij Rodionov                                 | Henrique Rocha Adrià Soriano Barrera   | Robin Bertrand Laurent Lokoli Titouan Droguet Marin Čilić                                 |
| 2 settembre  | Cassis Open Provence Cassis, Francia Challenger 75 – Cemento 32S/24Q/16D – 73 000€ Singolare – Doppio                                   | Jaime Faria Henrique Rocha 7–6(5), 6–4                       | Manuel Guinard Matteo Martineau                | Henrique Rocha Adrià Soriano Barrera   | Robin Bertrand Laurent Lokoli Titouan Droguet Marin Čilić                                 |
| 9 settembre  | Szczecin Open Stettino, Polonia Challenger 125 – Terra rossa 32S/24Q/16D – 148 000€ Singolare – Doppio                                  | Vít Kopřiva 7–5, 6–2                                         | Andrea Pellegrino                              | Gerard Campana Lee Federico Coria      | Daniel Altmaier Jacopo Berrettini Rudolf Molleker Aleksej Vatutin                         |
| 9 settembre  | Szczecin Open Stettino, Polonia Challenger 125 – Terra rossa 32S/24Q/16D – 148 000€ Singolare – Doppio                                  | Guido Andreozzi Théo Arribagé 6–2, 6–1                       | Ryan Seggerman Szymon Walków                   | Gerard Campana Lee Federico Coria      | Daniel Altmaier Jacopo Berrettini Rudolf Molleker Aleksej Vatutin                         |
| 9 settembre  | Open de Rennes Rennes, Francia Challenger 100 – Cemento (i) 32S/24Q/16D – 121 000€ Singolare – Doppio                                   | Jacob Fearnley 0–6, 7–6(5), 6–3                              | Quentin Halys                                  | Harold Mayot Constant Lestienne        | Titouan Droguet Michael Geerts Adrian Mannarino Lucas Pouille                             |
| 9 settembre  | Open de Rennes Rennes, Francia Challenger 100 – Cemento (i) 32S/24Q/16D – 121 000€ Singolare – Doppio                                   | Sander Arends Grégoire Jacq 6–4, 6–2                         | Antoine Escoffier Joshua Paris                 | Harold Mayot Constant Lestienne        | Titouan Droguet Michael Geerts Adrian Mannarino Lucas Pouille                             |
| 9 settembre  | Guangzhou Huangpu International Tennis Open Canton, Cina Challenger 100 – Cemento 32S/24Q/16D – 134 000$ Singolare – Doppio             | Christopher O'Connell 1–6, 7–5, 7–6(5)                       | Sho Shimabukuro                                | Michail Kukuškin Luca Nardi            | Radu Albot Federico Agustín Gómez Térence Atmane Marc Polmans                             |
| 9 settembre  | Guangzhou Huangpu International Tennis Open Canton, Cina Challenger 100 – Cemento 32S/24Q/16D – 134 000$ Singolare – Doppio             | Evan King Reese Stalder 4–6, 7–5, [10–5]                     | Francis Casey Alcantara Pruchya Isaro          | Michail Kukuškin Luca Nardi            | Radu Albot Federico Agustín Gómez Térence Atmane Marc Polmans                             |
| 9 settembre  | Las Vegas Tennis Open Las Vegas, Stati Uniti Challenger 75 – Cemento 32S/24Q/16D – 82 000$ Singolare – Doppio                           | Learner Tien 7–5, 1–6, 6–3                                   | Tristan Boyer                                  | Karue Sell Abedallah Shelbayh          | Kylan Bigun Denis Kudla Andres Martin Bernard Tomić                                       |
| 9 settembre  | Las Vegas Tennis Open Las Vegas, Stati Uniti Challenger 75 – Cemento 32S/24Q/16D – 82 000$ Singolare – Doppio                           | Trey Hilderbrand Alex Lawson 6(9)–7, 7–5, [10–8]             | Tristan Boyer Tennyson Whiting                 | Karue Sell Abedallah Shelbayh          | Kylan Bigun Denis Kudla Andres Martin Bernard Tomić                                       |
| 9 settembre  | Dobrich Challenger II Dobrič, Bulgaria Challenger 50 – Terra rossa 32S/24Q/16D – 36 000€ Singolare – Doppio                             | Guy den Ouden 6–2, 6–3                                       | Jelle Sels                                     | Genaro Alberto Olivieri Jakub Nicod    | Valentin Royer Alexander Donski Lorenzo Giustino Dimitar Kuzmanov                         |
| 9 settembre  | Dobrich Challenger II Dobrič, Bulgaria Challenger 50 – Terra rossa 32S/24Q/16D – 36 000€ Singolare – Doppio                             | Liam Draxl Cleeve Harper 6–1, 3–6, [12–10]                   | Francesco Maestrelli Filippo Romano            | Genaro Alberto Olivieri Jakub Nicod    | Valentin Royer Alexander Donski Lorenzo Giustino Dimitar Kuzmanov                         |
| 16 settembre | Bad Waltersdorf Open Bad Waltersdorf, Austria Challenger 125 – Terra rossa 32S/24Q/16D – 148 000€ Singolare – Doppio                    | Jaume Munar 6–2, 6–1                                         | Thiago Seyboth Wild                            | Nicolas Moreno de Alboran Laslo Đere   | Matej Dodig Geoffrey Blancaneaux Carlos Taberner Thiago Monteiro                          |
| 16 settembre | Bad Waltersdorf Open Bad Waltersdorf, Austria Challenger 125 – Terra rossa 32S/24Q/16D – 148 000€ Singolare – Doppio                    | Petr Nouza Patrik Rikl 6–4, 4–6, [10–5]                      | Guido Andreozzi Sriram Balaji                  | Nicolas Moreno de Alboran Laslo Đere   | Matej Dodig Geoffrey Blancaneaux Carlos Taberner Thiago Monteiro                          |
| 16 settembre | Saint-Tropez Open Saint-Tropez, Francia Challenger 125 – Cemento 32S/24Q/16D – 148 000€ Singolare – Doppio                              | Gijs Brouwer 6–4, 7–6(2)                                     | Lucas Pouille                                  | Kamil Majchrzak Ugo Blanchet           | Duje Ajduković Matteo Martineau Benjamin Bonzi Titouan Droguet                            |
| 16 settembre | Saint-Tropez Open Saint-Tropez, Francia Challenger 125 – Cemento 32S/24Q/16D – 148 000€ Singolare – Doppio                              | Sander Arends Luke Johnson 3–6, 6–3, [10–4]                  | André Göransson Sem Verbeek                    | Kamil Majchrzak Ugo Blanchet           | Duje Ajduković Matteo Martineau Benjamin Bonzi Titouan Droguet                            |
| 16 settembre | Columbus Challenger Columbus, Stati Uniti Challenger 75 – Cemento 32S/24Q/16D – 82 000$ Singolare – Doppio                              | Naoki Nakagawa 7–6(8), 5–7, 7–6(5)                           | James Trotter                                  | Kyle Edmund Nishesh Basavareddy        | Christopher Eubanks Abedallah Shelbayh Tristan Boyer Ernesto Escobedo                     |
| 16 settembre | Columbus Challenger Columbus, Stati Uniti Challenger 75 – Cemento 32S/24Q/16D – 82 000$ Singolare – Doppio                              | Hans Hach Verdugo James Trotter 6–4, 6(6)–7, [11–9]          | Christian Harrison Ethan Quinn                 | Kyle Edmund Nishesh Basavareddy        | Christopher Eubanks Abedallah Shelbayh Tristan Boyer Ernesto Escobedo                     |
| 16 settembre | Cali Open Cali, Colombia Challenger 75 – Terra rossa 32S/24Q/16D – 82 000$ Singolare – Doppio                                           | Juan Pablo Ficovich 6–1, 6–4                                 | Gonzalo Bueno                                  | Andrea Collarini Hugo Dellien          | Luciano Emanuel Ambrogi Mateus Alves Juan Bautista Torres Enzo Couacaud                   |
| 16 settembre | Cali Open Cali, Colombia Challenger 75 – Terra rossa 32S/24Q/16D – 82 000$ Singolare – Doppio                                           | Juan Carlos Aguilar Conner Huertas del Pino 5–7, 6–3, [10–7] | Juan Sebastián Gómez Johan Alexander Rodríguez | Andrea Collarini Hugo Dellien          | Luciano Emanuel Ambrogi Mateus Alves Juan Bautista Torres Enzo Couacaud                   |
| 16 settembre | Sibiu Open Sibiu, Romania Challenger 50 – Terra rossa 32S/24Q/16D – 36 000€ Singolare – Doppio                                          | Valentin Royer 6–4, 6–0                                      | Luka Pavlovic                                  | Cezar Crețu Hynek Bartoň               | Stefano Travaglia Rudolf Molleker Genaro Alberto Olivieri Pol Martín Tiffon               |
| 16 settembre | Sibiu Open Sibiu, Romania Challenger 50 – Terra rossa 32S/24Q/16D – 36 000€ Singolare – Doppio                                          | Alexander Merino Christoph Negritu 6–2, 7–6(2)               | Liam Draxl Cleeve Harper                       | Cezar Crețu Hynek Bartoň               | Stefano Travaglia Rudolf Molleker Genaro Alberto Olivieri Pol Martín Tiffon               |
| 23 settembre | Open d'Orleans Orléans, Francia Challenger 125 – Cemento (i) 32S/24Q/16D – 148 000€ Singolare – Doppio                                  | Jacob Fearnley 6–3, 7–6(5)                                   | Harold Mayot                                   | Marc-Andrea Hüsler Alexander Blockx    | Benjamin Bonzi Hamad Međedović Matteo Gigante Mark Lajal                                  |
| 23 settembre | Open d'Orleans Orléans, Francia Challenger 125 – Cemento (i) 32S/24Q/16D – 148 000€ Singolare – Doppio                                  | Benjamin Bonzi Sascha Gueymard Wayenburg 7–6(7), 4–6, [10–5] | Manuel Guinard Grégoire Jacq                   | Marc-Andrea Hüsler Alexander Blockx    | Benjamin Bonzi Hamad Međedović Matteo Gigante Mark Lajal                                  |
| 23 settembre | Lisboa Belém Open Lisbona, Portogallo Challenger 100 – Terra rossa 32S/24Q/16D – 121 000€ Singolare – Doppio                            | Alexander Ritschard 6–3, 6(3)–7, 6–3                         | Raphaël Collignon                              | Elmer Møller Emilio Nava               | Zsombor Piros Thiago Agustín Tirante Henrique Rocha Marcelo Tomás Barrios Vera            |
| 23 settembre | Lisboa Belém Open Lisbona, Portogallo Challenger 100 – Terra rossa 32S/24Q/16D – 121 000€ Singolare – Doppio                            | Romain Arneodo Théo Arribagé 6–2, 6–3                        | George Goldhoff Fernando Romboli               | Elmer Møller Emilio Nava               | Zsombor Piros Thiago Agustín Tirante Henrique Rocha Marcelo Tomás Barrios Vera            |
| 23 settembre | Nonthaburi Challenger IV Nonthaburi, Thailandia Challenger 100 – Cemento 32S/24Q/16D – 134 000$ Singolare – Doppio                      | Wu Tung-lin 6–3, 7–6(4)                                      | Mackenzie McDonald                             | James McCabe Coleman Wong              | Arthur Cazaux Dalibor Svrčina Gabriel Diallo Adam Walton                                  |
| 23 settembre | Nonthaburi Challenger IV Nonthaburi, Thailandia Challenger 100 – Cemento 32S/24Q/16D – 134 000$ Singolare – Doppio                      | Blake Ellis Adam Walton 3–6, 7–5, [10–8]                     | Rithvik Choudary Bollipalli Arjun Kadhe        | James McCabe Coleman Wong              | Arthur Cazaux Dalibor Svrčina Gabriel Diallo Adam Walton                                  |
| 23 settembre | Challenger Antofagasta Antofagasta, Cile Challenger 100 – Terra rossa 32S/24Q/16D – 134 000$ Singolare – Doppio                         | Juan Manuel Cerúndolo 3–6, 6–2, 6–4                          | Daniel Vallejo                                 | Andrea Collarini Jesper de Jong        | Juan Ignacio Londero Gustavo Heide Murkel Dellien Luciano Emanuel Ambrogi                 |
| 23 settembre | Challenger Antofagasta Antofagasta, Cile Challenger 100 – Terra rossa 32S/24Q/16D – 134 000$ Singolare – Doppio                         | Mateus Alves Matías Soto 6–1, 6–4                            | Leonardo Aboian Valerio Aboian                 | Andrea Collarini Jesper de Jong        | Juan Ignacio Londero Gustavo Heide Murkel Dellien Luciano Emanuel Ambrogi                 |
| 23 settembre | LTP Challenger Charleston, Stati Uniti Challenger 75 – Cemento 32S/24Q/16D – 82 000$ Singolare – Doppio                                 | Edas Butvilas 6–4, 6–3                                       | Nishesh Basavareddy                            | Christopher Eubanks Tristan Boyer      | Alexis Galarneau Jeffrey John Wolf Bernard Tomić Learner Tien                             |
| 23 settembre | LTP Challenger Charleston, Stati Uniti Challenger 75 – Cemento 32S/24Q/16D – 82 000$ Singolare – Doppio                                 | Luke Saville Tristan Schoolkate 6(3)–7, 6–1, [10–3]          | Calum Puttergill Dane Sweeny                   | Christopher Eubanks Tristan Boyer      | Alexis Galarneau Jeffrey John Wolf Bernard Tomić Learner Tien                             |
| 30 settembre | Internationaux de Tennis de Vendée Mouilleron-le-Captif, Francia Challenger 100 – Cemento (i) 32S/24Q/16D – 121 000€ Singolare – Doppio | Lucas Pouille 6–4, 6–4                                       | Quentin Halys                                  | Dino Prižmić Harold Mayot              | Jelle Sels Sascha Gueymard Wayenburg Manuel Guinard Clément Chidekh                       |
| 30 settembre | Internationaux de Tennis de Vendée Mouilleron-le-Captif, Francia Challenger 100 – Cemento (i) 32S/24Q/16D – 121 000€ Singolare – Doppio | Marcelo Demoliner Christian Harrison 6–3, 7–5                | August Holmgren Johannes Ingildsen             | Dino Prižmić Harold Mayot              | Jelle Sels Sascha Gueymard Wayenburg Manuel Guinard Clément Chidekh                       |
| 30 settembre | JC Ferrero Challenger Open Villena, Spagna Challenger 100 – Cemento 32S/24Q/16D – 121 000€ Singolare – Doppio                           | Kamil Majchrzak 6–4, 6–2                                     | Nicolas Moreno de Alboran                      | Martín Landaluce Jérôme Kym            | Duje Ajduković Hugo Grenier Constant Lestienne Justin Engel                               |
| 30 settembre | JC Ferrero Challenger Open Villena, Spagna Challenger 100 – Cemento 32S/24Q/16D – 121 000€ Singolare – Doppio                           | Anirudh Chandrasekar Niki Kaliyanda Poonacha 7–6(2), 6–4     | Romain Arneodo Íñigo Cervantes                 | Martín Landaluce Jérôme Kym            | Duje Ajduković Hugo Grenier Constant Lestienne Justin Engel                               |
| 30 settembre | Braga Open Braga, Portogallo Challenger 75 – Terra rossa 32S/24Q/16D – 73 000€ Singolare – Doppio                                       | Elmer Møller 6–4, 7–6(4)                                     | Daniel Elahi Galán                             | Andrea Pellegrino Albert Ramos Viñolas | Lukas Neumayer Clément Tabur Carlos Taberner Vít Kopřiva                                  |
| 30 settembre | Braga Open Braga, Portogallo Challenger 75 – Terra rossa 32S/24Q/16D – 73 000€ Singolare – Doppio                                       | Théo Arribagé Francisco Cabral 6–3, 6–4                      | Marco Bortolotti Daniel Cukierman              | Andrea Pellegrino Albert Ramos Viñolas | Lukas Neumayer Clément Tabur Carlos Taberner Vít Kopřiva                                  |
| 30 settembre | Challenger de Buenos Aires Buenos Aires, Argentina Challenger 75 – Terra rossa 32S/24Q/16D – 82 000$ Singolare – Doppio                 | Francisco Comesaña 1–6, 7–6(7), 6–4                          | Federico Coria                                 | Juan Bautista Torres Hugo Dellien      | Gustavo Heide Camilo Ugo Carabelli Jesper de Jong Juan Pablo Varillas                     |
| 30 settembre | Challenger de Buenos Aires Buenos Aires, Argentina Challenger 75 – Terra rossa 32S/24Q/16D – 82 000$ Singolare – Doppio                 | Murkel Dellien Facundo Mena 1–6, 6–2, [12–10]                | Felipe Meligeni Alves Marcelo Zormann          | Juan Bautista Torres Hugo Dellien      | Gustavo Heide Camilo Ugo Carabelli Jesper de Jong Juan Pablo Varillas                     |
| 30 settembre | Tiburon Challenger Tiburon, Stati Uniti Challenger 75 – Cemento 32S/24Q/16D – 82 000$ Singolare – Doppio                                | Nishesh Basavareddy 6–1, 6–1                                 | Eliot Spizzirri                                | Jack Pinnington Jones Learner Tien     | Karue Sell Colton Smith Jeffrey John Wolf Denis Kudla                                     |
| 30 settembre | Tiburon Challenger Tiburon, Stati Uniti Challenger 75 – Cemento 32S/24Q/16D – 82 000$ Singolare – Doppio                                | Luke Saville Tristan Schoolkate 6–4, 6–2                     | Patrick Kypson Eliot Spizzirri                 | Jack Pinnington Jones Learner Tien     | Karue Sell Colton Smith Jeffrey John Wolf Denis Kudla                                     |

### Ottobre
| Settimana  | Torneo | Campione                                             | Finalista                               | Semifinalisti                                   | Eliminati ai quarti                                                                             |
| ---------- | --- | ---------------------------------------------------- | --------------------------------------- | ----------------------------------------------- | ----------------------------------------------------------------------------------------------- |
| 7 ottobre  | Hangzhou Challenger Hangzhou, Cina Challenger 125 – Cemento 32S/24Q/16D – 164 000$ Singolare – Doppio                                  | James Duckworth 2–6, 7–6(5), 6–4                     | Mackenzie McDonald                      | Tseng Chun-hsin Gabriel Diallo                  | Arthur Cazaux Fabio Fognini Rinky Hijikata Adam Walton                                          |
| 7 ottobre  | Hangzhou Challenger Hangzhou, Cina Challenger 125 – Cemento 32S/24Q/16D – 164 000$ Singolare – Doppio                                  | Sun Fajing Te Rigele 6–3, 7–5                        | Thomas John Fancutt Yuta Shimizu        | Tseng Chun-hsin Gabriel Diallo                  | Arthur Cazaux Fabio Fognini Rinky Hijikata Adam Walton                                          |
| 7 ottobre  | Copa Faulcombridge Open Ciudad de València Valencia, Spagna Challenger 125 – Terra rossa 32S/24Q/16D – 148 000€ Singolare – Doppio     | Pedro Martínez 6–1, 6–3                              | Jaime Faria                             | Daniel Elahi Galán Nicolas Moreno de Alboran    | Ignacio Buse Jan Choinski Thiago Agustín Tirante Dennis Novak                                   |
| 7 ottobre  | Copa Faulcombridge Open Ciudad de València Valencia, Spagna Challenger 125 – Terra rossa 32S/24Q/16D – 148 000€ Singolare – Doppio     | Alexander Merino Christoph Negritu 6–3, 6–4          | Karol Drzewiecki Piotr Matuszewski      | Daniel Elahi Galán Nicolas Moreno de Alboran    | Ignacio Buse Jan Choinski Thiago Agustín Tirante Dennis Novak                                   |
| 7 ottobre  | Open International de tennis de Roanne Roanne, Francia Challenger 100 – Cemento (i) 32S/24Q/16D – 121 000€ Singolare – Doppio          | Benjamin Bonzi 7–5, 6–1                              | Matteo Martineau                        | Luca Van Assche Hugo Grenier                    | Cameron Norrie Pierre-Hugues Herbert Jérôme Kym David Jordà Sanchis                             |
| 7 ottobre  | Open International de tennis de Roanne Roanne, Francia Challenger 100 – Cemento (i) 32S/24Q/16D – 121 000€ Singolare – Doppio          | Nicolás Barrientos David Pel 4–6, 6–3, [10–6]        | Jakub Paul Matěj Vocel                  | Luca Van Assche Hugo Grenier                    | Cameron Norrie Pierre-Hugues Herbert Jérôme Kym David Jordà Sanchis                             |
| 7 ottobre  | Villa María Challenger Villa María, Argentina Challenger 100 – Terra rossa 32S/24Q/16D – 134 000$ Singolare – Doppio                   | Camilo Ugo Carabelli 7–6(3), 3–6, 6–4                | Jesper de Jong                          | Román Andrés Burruchaga Juan Manuel Cerúndolo   | Federico Coria Hugo Dellien Pedro Sakamoto Matheus Pucinelli de Almeida                         |
| 7 ottobre  | Villa María Challenger Villa María, Argentina Challenger 100 – Terra rossa 32S/24Q/16D – 134 000$ Singolare – Doppio                   | Orlando Luz Marcelo Zormann 0–6, 6–3, [10–4]         | Boris Arias Federico Zeballos           | Román Andrés Burruchaga Juan Manuel Cerúndolo   | Federico Coria Hugo Dellien Pedro Sakamoto Matheus Pucinelli de Almeida                         |
| 7 ottobre  | Fairfield Challenger Fairfield, Stati Uniti Challenger 75 – Cemento 32S/24Q/16D – 82 000$ Singolare – Doppio                           | Learner Tien 6–0, 6–1                                | Bernard Tomić                           | Brandon Holt Tristan Schoolkate                 | Patrick Kypson Dmitrij Popko Alexis Galarneau Ethan Quinn                                       |
| 7 ottobre  | Fairfield Challenger Fairfield, Stati Uniti Challenger 75 – Cemento 32S/24Q/16D – 82 000$ Singolare – Doppio                           | Ryan Seggerman Patrik Trhac 6–2, 3–6, [10–5]         | Gabi Adrian Boitan Bruno Kuzuhara       | Brandon Holt Tristan Schoolkate                 | Patrick Kypson Dmitrij Popko Alexis Galarneau Ethan Quinn                                       |
| 14 ottobre | Olbia Challenger Olbia, Italia Challenger 125 – Cemento 32S/24Q/16D – 148 000€ Singolare – Doppio                                      | Martín Landaluce 6–4, 6–4                            | Mattia Bellucci                         | Matteo Gigante Dalibor Svrčina                  | Javier Barranco Cosano Andrea Vavassori Samuel Vincent Ruggeri Constant Lestienne               |
| 14 ottobre | Olbia Challenger Olbia, Italia Challenger 125 – Cemento 32S/24Q/16D – 148 000€ Singolare – Doppio                                      | Oleksii Krutykh Vitaliy Sachko 4–6, 6–1, [10–5]      | Íñigo Cervantes David Pichler           | Matteo Gigante Dalibor Svrčina                  | Javier Barranco Cosano Andrea Vavassori Samuel Vincent Ruggeri Constant Lestienne               |
| 14 ottobre | Campeonato Internacional de Tênis de Campinas Campinas, Brasile Challenger 100 – Terra rossa 32S/24Q/16D – 134 000$ Singolare – Doppio | Tristan Boyer 6–2, 3–6, 6–3                          | Juan Pablo Ficovich                     | Camilo Ugo Carabelli Álvaro Guillén Meza        | Juan Carlos Prado Ángelo Marcelo Tomás Barrios Vera Juan Pablo Varillas Román Andrés Burruchaga |
| 14 ottobre | Campeonato Internacional de Tênis de Campinas Campinas, Brasile Challenger 100 – Terra rossa 32S/24Q/16D – 134 000$ Singolare – Doppio | Mateus Alves Orlando Luz 6–3, 6–4                    | Marcelo Tomás Barrios Vera Facundo Mena | Camilo Ugo Carabelli Álvaro Guillén Meza        | Juan Carlos Prado Ángelo Marcelo Tomás Barrios Vera Juan Pablo Varillas Román Andrés Burruchaga |
| 14 ottobre | Shenzhen Longhua Open Shenzhen, Cina Challenger 100 – Cemento 32S/24Q/16D – 134 000$ Singolare – Doppio                                | Mackenzie McDonald 6–4, 7–6(4)                       | Arthur Cazaux                           | Bai Yan Adam Walton                             | Arthur Weber Saba Purtseladze Kris van Wyk James McCabe                                         |
| 14 ottobre | Shenzhen Longhua Open Shenzhen, Cina Challenger 100 – Cemento 32S/24Q/16D – 134 000$ Singolare – Doppio                                | Pruchya Isaro Wang Aoran 7–6(4), 6–3                 | Ray Ho Joshua Paris                     | Bai Yan Adam Walton                             | Arthur Weber Saba Purtseladze Kris van Wyk James McCabe                                         |
| 14 ottobre | Calgary Challenger Calgary, Canada Challenger 75 – Cemento (i) 32S/24Q/16D – 82 000$ Singolare – Doppio                                | Murphy Cassone 4–6, 6–3, 6–4                         | Govind Nanda                            | Liam Draxl Aziz Dougaz                          | Maks Kaśnikowski Bernard Tomić Nicolás Mejía Alexis Galarneau                                   |
| 14 ottobre | Calgary Challenger Calgary, Canada Challenger 75 – Cemento (i) 32S/24Q/16D – 82 000$ Singolare – Doppio                                | Ryan Seggerman Patrik Trhac 6–3, 7–6(3)              | Robert Cash James Tracy                 | Liam Draxl Aziz Dougaz                          | Maks Kaśnikowski Bernard Tomić Nicolás Mejía Alexis Galarneau                                   |
| 14 ottobre | Open Saint-Brieuc Saint-Brieuc, Francia Challenger 75 – Cemento (i) 32S/24Q/16D – 73 000€ Singolare – Doppio                           | Benjamin Bonzi 6–2, 6–3                              | Lucas Pouille                           | Antoine Cornut-Chauvinc Grégoire Barrère        | Max Hans Rehberg Kyle Edmund Calvin Hemery Paul Jubb                                            |
| 14 ottobre | Open Saint-Brieuc Saint-Brieuc, Francia Challenger 75 – Cemento (i) 32S/24Q/16D – 73 000€ Singolare – Doppio                           | Geoffrey Blancaneaux Gabriel Debru 3–3 rit.          | Jakub Paul Matěj Vocel                  | Antoine Cornut-Chauvinc Grégoire Barrère        | Max Hans Rehberg Kyle Edmund Calvin Hemery Paul Jubb                                            |
| 21 ottobre | Taipei Open Taipei, Taiwan Challenger 125 – Cemento (i) 32S/24Q/16D – 164 000$ Singolare – Doppio                                      | Tarō Daniel 6–4, 7–5                                 | Adam Walton                             | Aleksandar Vukic Tseng Chun-hsin                | Mukund Sasikumar Mackenzie McDonald Hsu Yu-hsiou Coleman Wong                                   |
| 21 ottobre | Taipei Open Taipei, Taiwan Challenger 125 – Cemento (i) 32S/24Q/16D – 164 000$ Singolare – Doppio                                      | David Stevenson Marcus Willis 6–3, 6–3               | Nam Ji-sung Joshua Paris                | Aleksandar Vukic Tseng Chun-hsin                | Mukund Sasikumar Mackenzie McDonald Hsu Yu-hsiou Coleman Wong                                   |
| 21 ottobre | Curitiba Challenger Curitiba, Brasile Challenger 100 – Terra rossa 32S/24Q/16D – 134 000$ Singolare – Doppio                           | Jaime Faria 6–4, 6–4                                 | Felipe Meligeni Alves                   | Gustavo Heide Juan Manuel Cerúndolo             | Mateus Alves Gastão Elias Román Andrés Burruchaga Álvaro Guillén Meza                           |
| 21 ottobre | Curitiba Challenger Curitiba, Brasile Challenger 100 – Terra rossa 32S/24Q/16D – 134 000$ Singolare – Doppio                           | Fernando Romboli Matías Soto 7–6(5), 7–6(4)          | Karol Drzewiecki Piotr Matuszewski      | Gustavo Heide Juan Manuel Cerúndolo             | Mateus Alves Gastão Elias Román Andrés Burruchaga Álvaro Guillén Meza                           |
| 21 ottobre | Brest Challenger Brest, Francia Challenger 100 – Cemento (i) 32S/24Q/16D – 121 000€ Singolare – Doppio                                 | Otto Virtanen 6–4, 4–6, 7–6(6)                       | Benjamin Bonzi                          | Alibek Kachmazov Benjamin Hassan                | João Fonseca Michail Kukuškin Jakub Paul Luca Van Assche                                        |
| 21 ottobre | Brest Challenger Brest, Francia Challenger 100 – Cemento (i) 32S/24Q/16D – 121 000€ Singolare – Doppio                                 | Nicolás Barrientos Skander Mansouri 7–5, 4–6, [10–5] | Jakub Paul Matěj Vocel                  | Alibek Kachmazov Benjamin Hassan                | João Fonseca Michail Kukuškin Jakub Paul Luca Van Assche                                        |
| 21 ottobre | City of Playford Tennis International Città di Playford, Australia Challenger 75 – Cemento 32S/24Q/16D – 82 000$ Singolare – Doppio    | Rinky Hijikata 6–4, 7–6(4)                           | Yuta Shimizu                            | Masamichi Imamura Marc Polmans                  | Omar Jasika Tristan Schoolkate Shintaro Mochizuki Li Tu                                         |
| 21 ottobre | City of Playford Tennis International Città di Playford, Australia Challenger 75 – Cemento 32S/24Q/16D – 82 000$ Singolare – Doppio    | Blake Ellis Thomas John Fancutt 6–1, 5–7, [10–5]     | Jake Delaney Jesse Delaney              | Masamichi Imamura Marc Polmans                  | Omar Jasika Tristan Schoolkate Shintaro Mochizuki Li Tu                                         |
| 21 ottobre | Sioux Falls Challenger Sioux Falls, Stati Uniti Challenger 75 – Cemento (i) 32S/24Q/16D – 82 000$ Singolare – Doppio                   | Borna Gojo 6–1, 7–5                                  | Colton Smith                            | Murphy Cassone Mark Lajal                       | Christopher Eubanks Ozan Baris Patrick Kypson Brandon Holt                                      |
| 21 ottobre | Sioux Falls Challenger Sioux Falls, Stati Uniti Challenger 75 – Cemento (i) 32S/24Q/16D – 82 000$ Singolare – Doppio                   | Liam Draxl Cleeve Harper 7–5, 6–3                    | Ryan Seggerman Patrik Trhac             | Murphy Cassone Mark Lajal                       | Christopher Eubanks Ozan Baris Patrick Kypson Brandon Holt                                      |
| 28 ottobre | Slovak Open Bratislava, Slovacchia Challenger 125 – Cemento (i) 32S/24Q/16D – 148 000€ Singolare – Doppio                              | Roman Safiullin 6–3, 6–4                             | Raphaël Collignon                       | Kei Nishikori Dino Prižmić                      | Aslan Karacev Constant Lestienne Jacob Fearnley Gabriel Diallo                                  |
| 28 ottobre | Slovak Open Bratislava, Slovacchia Challenger 125 – Cemento (i) 32S/24Q/16D – 148 000€ Singolare – Doppio                              | Nicolás Barrientos Julian Cash 6–3, 6–4              | André Göransson Sem Verbeek             | Kei Nishikori Dino Prižmić                      | Aslan Karacev Constant Lestienne Jacob Fearnley Gabriel Diallo                                  |
| 28 ottobre | Seoul Open Challenger Seul, Corea del Sud Challenger 100 – Cemento 32S/24Q/16D – 134 000$ Singolare – Doppio                           | Nikoloz Basilašvili 7–5, 6–4                         | Tarō Daniel                             | Jurij Rodionov Antoine Escoffier                | Kasidit Samrej Nicolas Moreno de Alboran Li Tu Hiroki Moriya                                    |
| 28 ottobre | Seoul Open Challenger Seul, Corea del Sud Challenger 100 – Cemento 32S/24Q/16D – 134 000$ Singolare – Doppio                           | Saketh Myneni Ramkumar Ramanathan 6–4, 4–6, [10–3]   | Vasil Kirkov Bart Stevens               | Jurij Rodionov Antoine Escoffier                | Kasidit Samrej Nicolas Moreno de Alboran Li Tu Hiroki Moriya                                    |
| 28 ottobre | Charlottesville Men's Pro Challenger Charlottesville, Stati Uniti Challenger 75 – Cemento (i) 32S/24Q/16D – 82 000$ Singolare – Doppio | James Trotter 6–3, 6–4                               | Nishesh Basavareddy                     | Alexis Galarneau Learner Tien                   | Chris Rodesch Ethan Quinn Colton Smith Mark Lajal                                               |
| 28 ottobre | Charlottesville Men's Pro Challenger Charlottesville, Stati Uniti Challenger 75 – Cemento (i) 32S/24Q/16D – 82 000$ Singolare – Doppio | Robert Cash James Tracy 4–6, 7–6(7), [10–7]          | Chris Rodesch William Woodall           | Alexis Galarneau Learner Tien                   | Chris Rodesch Ethan Quinn Colton Smith Mark Lajal                                               |
| 28 ottobre | Challenger Ciudad de Guayaquil Guayaquil, Ecuador Challenger 75 – Terra rossa 32S/24Q/16D – 82 000$ Singolare – Doppio                 | Federico Agustín Gómez 6–1, 6–4                      | Marcelo Tomás Barrios Vera              | Román Andrés Burruchaga Federico Coria          | Alex Barrena Oriol Roca Batalla Henrique Rocha Andrés Andrade                                   |
| 28 ottobre | Challenger Ciudad de Guayaquil Guayaquil, Ecuador Challenger 75 – Terra rossa 32S/24Q/16D – 82 000$ Singolare – Doppio                 | Karol Drzewiecki Piotr Matuszewski 6–4, 7–6(2)       | Luís Britto Marcelo Zormann             | Román Andrés Burruchaga Federico Coria          | Alex Barrena Oriol Roca Batalla Henrique Rocha Andrés Andrade                                   |
| 28 ottobre | NSW Open Sydney, Australia Challenger 75 – Cemento 32S/24Q/16D – 82 000$ Singolare – Doppio                                            | Thanasi Kokkinakis 6–1, 6–1                          | Rinky Hijikata                          | Yuta Shimizu Tristan Schoolkatee                | Emile Hudd Ajeet Rai Omar Jasika Hikaru Shiraishi                                               |
| 28 ottobre | NSW Open Sydney, Australia Challenger 75 – Cemento 32S/24Q/16D – 82 000$ Singolare – Doppio                                            | Blake Ellis Thomas John Fancutt 7–5, 7–6(4)          | Blake Bayldon Mats Hermans              | Yuta Shimizu Tristan Schoolkatee                | Emile Hudd Ajeet Rai Omar Jasika Hikaru Shiraishi                                               |
| 28 ottobre | Brazzaville Challenger Brazzaville, Repubblica del Congo Challenger 50 – Terra rossa 32S/24Q/16D – 41 000$ Singolare – Doppio          | Gonçalo Oliveira 6–4, 6–3                            | Filip Cristian Jianu                    | Eliakim Coulibaly Santiago Fa Rodríguez Taverna | Karan Singh Calvin Hemery Dev Javia Corentin Denolly                                            |
| 28 ottobre | Brazzaville Challenger Brazzaville, Repubblica del Congo Challenger 50 – Terra rossa 32S/24Q/16D – 41 000$ Singolare – Doppio          | Florent Bax Karan Singh 7–5, 6–1                     | Simone Agostini Alec Beckley            | Eliakim Coulibaly Santiago Fa Rodríguez Taverna | Karan Singh Calvin Hemery Dev Javia Corentin Denolly                                            |

### Novembre
| Settimana   | Torneo | Campione                                                    | Finalista                               | Semifinalisti                               | Eliminati ai quarti                                                                               |
| ----------- | --- | ----------------------------------------------------------- | --------------------------------------- | ------------------------------------------- | ------------------------------------------------------------------------------------------------- |
| 4 novembre  | Tali Open Helsinki, Finlandia Challenger 125 – Cemento (i) 32S/24Q/16D – 148 000€ Singolare – Doppio                               | Kei Nishikori 3–6, 6–4, 6–1                                 | Luca Nardi                              | Max Hans Rehberg Denis Yevseyev             | Henri Squire Jacob Fearnley Otto Virtanen Jan Choinski                                            |
| 4 novembre  | Tali Open Helsinki, Finlandia Challenger 125 – Cemento (i) 32S/24Q/16D – 148 000€ Singolare – Doppio                               | Filip Bergevi Mick Veldheer 3–6, 7–6(5), [10–5]             | Romain Arneodo Théo Arribagé            | Max Hans Rehberg Denis Yevseyev             | Henri Squire Jacob Fearnley Otto Virtanen Jan Choinski                                            |
| 4 novembre  | Knoxville Challenger Knoxville, Stati Uniti Challenger 75 – Cemento (i) 32S/24Q/16D – 82 000$ Singolare – Doppio                   | Christopher Eubanks 7–5, 7–6(9)                             | Learner Tien                            | Nishesh Basavareddy Johannus Monday         | Mark Lajal Jay Clarke James Trotter Eliot Spizzirri                                               |
| 4 novembre  | Knoxville Challenger Knoxville, Stati Uniti Challenger 75 – Cemento (i) 32S/24Q/16D – 82 000$ Singolare – Doppio                   | Patrick Harper Johannus Monday 6–2, 6–2                     | Micah Braswell Eliot Spizzirri          | Nishesh Basavareddy Johannus Monday         | Mark Lajal Jay Clarke James Trotter Eliot Spizzirri                                               |
| 4 novembre  | Lima Challenger II Lima, Perù Challenger 75 – Terra rossa 32S/24Q/16D – 82 000$ Singolare – Doppio                                 | Vít Kopřiva 6–3, 7–6(3)                                     | Elmer Møller                            | Juan Manuel Cerúndolo Henrique Rocha        | Francisco Comesaña Camilo Ugo Carabelli Vilius Gaubas Federico Coria                              |
| 4 novembre  | Lima Challenger II Lima, Perù Challenger 75 – Terra rossa 32S/24Q/16D – 82 000$ Singolare – Doppio                                 | Karol Drzewiecki Piotr Matuszewski 7–5, 6–4                 | Luís Britto Gustavo Heide               | Juan Manuel Cerúndolo Henrique Rocha        | Francisco Comesaña Camilo Ugo Carabelli Vilius Gaubas Federico Coria                              |
| 4 novembre  | Ehime International Open Matsuyama, Giappone Challenger 75 – Cemento 32S/24Q/16D – 82 000$ Singolare – Doppio                      | Nicolas Moreno de Alboran 7–6(4), 6–2                       | Alex Bolt                               | Yōsuke Watanuki Alexander Blockx            | Kokoro Isomura Térence Atmane Federico Cinà Shintaro Mochizuki                                    |
| 4 novembre  | Ehime International Open Matsuyama, Giappone Challenger 75 – Cemento 32S/24Q/16D – 82 000$ Singolare – Doppio                      | Seita Watanabe Takeru Yuzuki 6–4, 6–3                       | Nicolas Moreno de Alboran Rubin Statham | Yōsuke Watanuki Alexander Blockx            | Kokoro Isomura Térence Atmane Federico Cinà Shintaro Mochizuki                                    |
| 11 novembre | Kobe Challenger Kōbe, Giappone Challenger 100 – Cemento (i) 32S/24Q/16D – 134 000$ Singolare – Doppio                              | Alexander Blockx 6–3, 6–1                                   | Jurij Rodionov                          | Mattia Bellucci Tarō Daniel                 | Shō Shimabukuro Benjamin Hassan Yosuke Watanuki Yasutaka Uchiyama                                 |
| 11 novembre | Kobe Challenger Kōbe, Giappone Challenger 100 – Cemento (i) 32S/24Q/16D – 134 000$ Singolare – Doppio                              | Vasil Kirkov Bart Stevens 7–6(7), 7–5                       | Kaichi Uchida Takeru Yuzuki             | Mattia Bellucci Tarō Daniel                 | Shō Shimabukuro Benjamin Hassan Yosuke Watanuki Yasutaka Uchiyama                                 |
| 11 novembre | Uruguay Open Montevideo, Uruguay Challenger 100 – Terra rossa 32S/24Q/16D – 134 000$ Singolare – Doppio                            | Tristan Boyer 6–2, 6–4                                      | Hugo Dellien                            | Federico Coria Camilo Ugo Carabelli         | Felipe Meligeni Alves Gustavo Heide Genaro Alberto Olivieri Thiago Monteiro                       |
| 11 novembre | Uruguay Open Montevideo, Uruguay Challenger 100 – Terra rossa 32S/24Q/16D – 134 000$ Singolare – Doppio                            | Guido Andreozzi Orlando Luz 4–6, 6–3, [10–8]                | Mariano Kestelboim Franco Roncadelli    | Federico Coria Camilo Ugo Carabelli         | Felipe Meligeni Alves Gustavo Heide Genaro Alberto Olivieri Thiago Monteiro                       |
| 11 novembre | Champaign-Urbana Challenger Champaign, Stati Uniti Challenger 75 – Cemento (i) 32S/24Q/16D – 82 000$ Singolare – Doppio            | Ethan Quinn 6–3, 6–1                                        | Nishesh Basavareddy                     | Kenta Miyoshi Eliot Spizzirri               | Micah Braswell Jack Pinnington Jones Patrick Kypson Govind Nanda                                  |
| 11 novembre | Champaign-Urbana Challenger Champaign, Stati Uniti Challenger 75 – Cemento (i) 32S/24Q/16D – 82 000$ Singolare – Doppio            | Evan King Reese Stalder 7–6(3), 7–5                         | James Davis James MacKinlay             | Kenta Miyoshi Eliot Spizzirri               | Micah Braswell Jack Pinnington Jones Patrick Kypson Govind Nanda                                  |
| 11 novembre | Challenger de Drummondville Drummondville, Canada Challenger 75 – Cemento (i) 32S/24Q/16D – 82 000$ Singolare – Doppio             | Aidan Mayo 6–3, 3–6, 6–4                                    | Chris Rodesch                           | James Trotter Patrick Zahraj                | Antoine Ghibaudo Karue Sell Daniel Masur Joel Josef Schwärzler                                    |
| 11 novembre | Challenger de Drummondville Drummondville, Canada Challenger 75 – Cemento (i) 32S/24Q/16D – 82 000$ Singolare – Doppio             | Robert Cash James Tracy 6–2, 6–4                            | Liam Draxl Cleeve Harper                | James Trotter Patrick Zahraj                | Antoine Ghibaudo Karue Sell Daniel Masur Joel Josef Schwärzler                                    |
| 11 novembre | All In Open Lione, Francia Challenger 75 – Cemento (i) 32S/24Q/16D – 73 000€ Singolare – Doppio                                    | Raphaël Collignon 6–4, 6–2                                  | Calvin Hemery                           | Grégoire Barrère João Fonseca               | Borna Ćorić Valentin Royer Martín Landaluce Loann Massard                                         |
| 11 novembre | All In Open Lione, Francia Challenger 75 – Cemento (i) 32S/24Q/16D – 73 000€ Singolare – Doppio                                    | Luke Johnson Lucas Miedler 6–1, 6–2                         | Sergio Martos Gornés David Pichler      | Grégoire Barrère João Fonseca               | Borna Ćorić Valentin Royer Martín Landaluce Loann Massard                                         |
| 18 novembre | Internazionali di Tennis Città di Rovereto Rovereto, Italia Challenger 100 – Cemento (i) 32S/24Q/16D – 121 000€ Singolare – Doppio | Luca Nardi 6–1, 6–3                                         | Francesco Maestrelli                    | August Holmgren Martín Landaluce            | Dino Prižmić Aleksej Vatutin Geoffrey Blancaneaux Oleg Prihodko                                   |
| 18 novembre | Internazionali di Tennis Città di Rovereto Rovereto, Italia Challenger 100 – Cemento (i) 32S/24Q/16D – 121 000€ Singolare – Doppio | Sriram Balaji Rithvik Choudary Bollipalli 6–3, 2–6, [12–10] | Théo Arribagé Francisco Cabral          | August Holmgren Martín Landaluce            | Dino Prižmić Aleksej Vatutin Geoffrey Blancaneaux Oleg Prihodko                                   |
| 18 novembre | Montemar Challenger Montemar, Spagna Challenger 75 – Terra rossa 32S/24Q/16D – 73 000€ Singolare – Doppio                          | Fabio Fognini 6–3, 2–6, 6–3                                 | Lukas Neumayer                          | Iñaki Montes de la Torre Pol Martín Tiffon  | Denis Yevseyev Nicolai Budkov Kjær Abedallah Shelbayh Nick Hardt                                  |
| 18 novembre | Montemar Challenger Montemar, Spagna Challenger 75 – Terra rossa 32S/24Q/16D – 73 000€ Singolare – Doppio                          | Karol Drzewiecki Piotr Matuszewski 6–3, 6–4                 | Daniel Rincón Abedallah Shelbayh        | Iñaki Montes de la Torre Pol Martín Tiffon  | Denis Yevseyev Nicolai Budkov Kjær Abedallah Shelbayh Nick Hardt                                  |
| 18 novembre | Torneio Internacional Masculino de Tênis San Paolo, Brasile Challenger 75 – Cemento 32S/24Q/16D – 82 000$ Singolare – Doppio       | Francisco Comesaña 7–5, 4–6, 6–4                            | Thiago Agustín Tirante                  | Matías Soto Marcelo Tomás Barrios Vera      | Gustavo Heide Felipe Meligeni Alves Garrett Johns Hady Habib                                      |
| 18 novembre | Torneio Internacional Masculino de Tênis San Paolo, Brasile Challenger 75 – Cemento 32S/24Q/16D – 82 000$ Singolare – Doppio       | Federico Agustín Gómez Luis David Martínez 7–6(4), 7–5      | Christian Harrison Evan King            | Matías Soto Marcelo Tomás Barrios Vera      | Gustavo Heide Felipe Meligeni Alves Garrett Johns Hady Habib                                      |
| 18 novembre | Yokohama Keio Challenger Yokohama, Giappone Challenger 75 – Cemento 32S/24Q/16D – 82 000$ Singolare – Doppio                       | Yuta Shimizu 6(4)–7, 6–4, 6–2                               | Li Tu                                   | Constant Lestienne Benjamin Hassan          | Alexey Zakharov Coleman Wong Rei Sakamoto James McCabe                                            |
| 18 novembre | Yokohama Keio Challenger Yokohama, Giappone Challenger 75 – Cemento 32S/24Q/16D – 82 000$ Singolare – Doppio                       | Benjamin Hassan Saketh Myneni 6–2, 6–4                      | Blake Bayldon Calum Puttergill          | Constant Lestienne Benjamin Hassan          | Alexey Zakharov Coleman Wong Rei Sakamoto James McCabe                                            |
| 18 novembre | Puerto Vallarta Open Puerto Vallarta, Messico Challenger 50 – Cemento 32S/24Q/16D – 41 000$ Singolare – Doppio                     | Nishesh Basavareddy 6–3, 7–6(4)                             | Liam Draxl                              | Luis Carlos Álvarez Valdés Dimitar Kuzmanov | Andre Ilagan Mats Rosenkranz Patrick Brady Aidan Mayo                                             |
| 18 novembre | Puerto Vallarta Open Puerto Vallarta, Messico Challenger 50 – Cemento 32S/24Q/16D – 41 000$ Singolare – Doppio                     | Liam Draxl Benjamin Sigouin 7–6(5), 6–2                     | Karl Poling Ryan Seggerman              | Luis Carlos Álvarez Valdés Dimitar Kuzmanov | Andre Ilagan Mats Rosenkranz Patrick Brady Aidan Mayo                                             |
| 25 novembre | Maia Challenger Maia, Portogallo Challenger 100 – Terra rossa (i) 32S/24Q/16D – 121 000€ Singolare – Doppio                        | Damir Džumhur 6–3, 6–4                                      | Francesco Passaro                       | Andrej Martin Federico Coria                | Henrique Rocha Daniel Mérida Albert Ramos Viñolas Kimmer Coppejans                                |
| 25 novembre | Maia Challenger Maia, Portogallo Challenger 100 – Terra rossa (i) 32S/24Q/16D – 121 000€ Singolare – Doppio                        | Théo Arribagé Francisco Cabral 6–1, 3–6, [10–5]             | Kimmer Coppejans Sergio Martos Gornés   | Andrej Martin Federico Coria                | Henrique Rocha Daniel Mérida Albert Ramos Viñolas Kimmer Coppejans                                |
| 25 novembre | Challenger Temuco Temuco, Cile Challenger 100 – Cemento 32S/24Q/16D – 134 000$ Singolare – Doppio                                  | Hady Habib 6–4, 6(3)–7, 7–6(2)                              | Camilo Ugo Carabelli                    | Renzo Olivo João Lucas Reis da Silva        | Juan Carlos Prado Ángelo Marcelo Tomás Barrios Vera Daniel Dutra da Silva Conner Huertas del Pino |
| 25 novembre | Challenger Temuco Temuco, Cile Challenger 100 – Cemento 32S/24Q/16D – 134 000$ Singolare – Doppio                                  | Christian Harrison Evan King 7–6(5), 7–5                    | Benjamin Lock Renzo Olivo               | Renzo Olivo João Lucas Reis da Silva        | Juan Carlos Prado Ángelo Marcelo Tomás Barrios Vera Daniel Dutra da Silva Conner Huertas del Pino |
| 25 novembre | Yokkaichi Challenger Yokkaichi, Giappone Challenger 75 – Cemento 32S/24Q/16D – 82 000$ Singolare – Doppio                          | Rei Sakamoto 1–6, 6–3, 6–4                                  | Christoph Negritu                       | Shintaro Mochizuki Philip Sekulic           | Li Tu Kaichi Uchida Yuta Shimizu Benjamin Hassan                                                  |
| 25 novembre | Yokkaichi Challenger Yokkaichi, Giappone Challenger 75 – Cemento 32S/24Q/16D – 82 000$ Singolare – Doppio                          | Thomas John Fancutt Jakub Paul 6–2, 7–5                     | Kokoro Isomura Hikaru Shiraishi         | Shintaro Mochizuki Philip Sekulic           | Li Tu Kaichi Uchida Yuta Shimizu Benjamin Hassan                                                  |
| 25 novembre | Manzanillo Open Manzanillo, Messico Challenger 50 – Cemento 32S/24Q/16D – 41 000$ Singolare – Doppio                               | Mats Rosenkranz 6–3, 6–4                                    | Gonçalo Oliveira                        | Liam Draxl Aidan Mayo                       | Toby Kodat Ernesto Escobedo Dimitar Kuzmanov Aziz Dougaz                                          |
| 25 novembre | Manzanillo Open Manzanillo, Messico Challenger 50 – Cemento 32S/24Q/16D – 41 000$ Singolare – Doppio                               | Liam Draxl Cleeve Harper 6(4)–7, 7–5, [12–10]               | Finn Reynolds Benjamin Sigouin          | Liam Draxl Aidan Mayo                       | Toby Kodat Ernesto Escobedo Dimitar Kuzmanov Aziz Dougaz                                          |

## Assegnazione dei punti
I punti per il ranking ATP sono stati assegnati come dalla seguente tabella:
- NB: aggiornato secondo il 2024 ATP Official Rulebook

| Categoria del torneo | Singolare | Singolare | Singolare | Singolare | Singolare | Singolare | Singolare | Singolare | Singolare | Doppio | Doppio | Doppio | Doppio | Doppio |
| Categoria del torneo | V         | F         | SF        | QF        | R16       | R32       | Q         | Q2        | Q1        | V      | F      | SF     | QF     | R16    |
| -------------------- | --------- | --------- | --------- | --------- | --------- | --------- | --------- | --------- | --------- | ------ | ------ | ------ | ------ | ------ |
| Challenger 175       | 175       | 90        | 50        | 25        | 13        | 0         | 6         | 3         | 0         | 175    | 90     | 50     | 25     | 0      |
| Challenger 125       | 125       | 64        | 35        | 16        | 8         | 0         | 5         | 3         | 0         | 125    | 64     | 35     | 16     | 0      |
| Challenger 100       | 100       | 50        | 25        | 14        | 7         | 0         | 4         | 2         | 0         | 100    | 50     | 25     | 14     | 0      |
| Challenger 75        | 75        | 44        | 22        | 12        | 6         | 0         | 4         | 2         | 0         | 75     | 44     | 22     | 12     | 0      |
| Challenger 50        | 50        | 25        | 14        | 8         | 4         | 0         | 3         | 1         | 0         | 50     | 25     | 14     | 8      | 0      |

## Statistiche
Aggiornate al 2 dicembre 2024.

### Titoli vinti per giocatore
| Titoli | Giocatore                     | Singolare | Doppio |
| ------ | ----------------------------- | --------- | ------ |
| 7      | James Trotter                 | 2         | 5      |
| 7      | Sander Arends                 | 0         | 7      |
| 7      | Théo Arribagé                 | 0         | 7      |
| 7      | Luke Johnson                  | 0         | 7      |
| 7      | Ryan Seggerman                | 0         | 7      |
| 7      | Patrik Trhac                  | 0         | 7      |
| 7      | Marcus Willis                 | 0         | 7      |
| 6      | Damir Džumhur                 | 6         | 0      |
| 6      | Federico Agustín Gómez        | 3         | 3      |
| 6      | Christian Harrison            | 0         | 6      |
| 6      | Orlando Luz                   | 0         | 6      |
| 6      | Piotr Matuszewski             | 0         | 6      |
| 5      | Tristan Schoolkate            | 1         | 4      |
| 5      | Guido Andreozzi               | 0         | 5      |
| 5      | Liam Draxl                    | 0         | 5      |
| 5      | Thomas John Fancutt           | 0         | 5      |
| 5      | Manuel Guinard                | 0         | 5      |
| 5      | Grégoire Jacq                 | 0         | 5      |
| 5      | Skander Mansouri              | 0         | 5      |
| 5      | Petr Nouza                    | 0         | 5      |
| 5      | Patrik Rikl                   | 0         | 5      |
| 5      | Matthew Romios                | 0         | 5      |
| 4      | Jacob Fearnley                | 4         | 0      |
| 4      | Benjamin Bonzi                | 3         | 1      |
| 4      | Tristan Boyer                 | 3         | 1      |
| 4      | Jaime Faria                   | 2         | 2      |
| 4      | Adam Walton                   | 2         | 2      |
| 4      | Hady Habib                    | 1         | 3      |
| 4      | Daniel Rincón                 | 1         | 3      |
| 4      | Yuta Shimizu                  | 1         | 3      |
| 4      | Marcelo Demoliner             | 0         | 4      |
| 4      | Karol Drzewiecki              | 0         | 4      |
| 4      | Blake Ellis                   | 0         | 4      |
| 4      | Jonathan Eysseric             | 0         | 4      |
| 4      | Trey Hilderbrand              | 0         | 4      |
| 4      | Evan King                     | 0         | 4      |
| 4      | Saketh Myneni                 | 0         | 4      |
| 4      | Luke Saville                  | 0         | 4      |
| 4      | Jakob Schnaitter              | 0         | 4      |
| 4      | Matías Soto                   | 0         | 4      |
| 4      | Reese Stalder                 | 0         | 4      |
| 4      | Sem Verbeek                   | 0         | 4      |
| 4      | Mark Wallner                  | 0         | 4      |
| 3      | Juan Manuel Cerúndolo         | 3         | 0      |
| 3      | Francisco Comesaña            | 3         | 0      |
| 3      | Hugo Dellien                  | 3         | 0      |
| 3      | Lloyd Harris                  | 3         | 0      |
| 3      | Jozef Kovalík                 | 3         | 0      |
| 3      | Kamil Majchrzak               | 3         | 0      |
| 3      | Giovanni Mpetshi Perricard    | 3         | 0      |
| 3      | Alexander Ritschard           | 3         | 0      |
| 3      | Learner Tien                  | 3         | 0      |
| 3      | Camilo Ugo Carabelli          | 3         | 0      |
| 3      | Valentin Vacherot             | 3         | 0      |
| 3      | Otto Virtanen                 | 3         | 0      |
| 3      | Andrea Collarini              | 2         | 1      |
| 3      | Gabriel Debru                 | 2         | 1      |
| 3      | Tseng Chun-hsin               | 2         | 1      |
| 3      | Geoffrey Blancaneaux          | 1         | 2      |
| 3      | Murkel Dellien                | 1         | 2      |
| 3      | Henrique Rocha                | 1         | 2      |
| 3      | Jurij Rodionov                | 1         | 2      |
| 3      | Nicolás Barrientos            | 0         | 3      |
| 3      | Rithvik Choudary Bollipalli   | 0         | 3      |
| 3      | Marco Bortolotti              | 0         | 3      |
| 3      | Julian Cash                   | 0         | 3      |
| 3      | Robert Cash                   | 0         | 3      |
| 3      | Victor Vlad Cornea            | 0         | 3      |
| 3      | Guillermo Durán               | 0         | 3      |
| 3      | George Goldhoff               | 0         | 3      |
| 3      | Cleeve Harper                 | 0         | 3      |
| 3      | Niki Kaliyanda Poonacha       | 0         | 3      |
| 3      | Alexander Merino              | 0         | 3      |
| 3      | Christoph Negritu             | 0         | 3      |
| 3      | Ramkumar Ramanathan           | 0         | 3      |
| 3      | Miguel Ángel Reyes Varela     | 0         | 3      |
| 3      | Bart Stevens                  | 0         | 3      |
| 3      | James Tracy                   | 0         | 3      |
| 3      | Takeru Yuzuki                 | 0         | 3      |
| 3      | Marcelo Zormann               | 0         | 3      |
| 2      | Nishesh Basavareddy           | 2         | 0      |
| 2      | Bu Yunchaokete                | 2         | 0      |
| 2      | Gonzalo Bueno                 | 2         | 0      |
| 2      | Roberto Carballés Baena       | 2         | 0      |
| 2      | Raphaël Collignon             | 2         | 0      |
| 2      | Matteo Gigante                | 2         | 0      |
| 2      | August Holmgren               | 2         | 0      |
| 2      | Maks Kaśnikowski              | 2         | 0      |
| 2      | Thanasi Kokkinakis            | 2         | 0      |
| 2      | Vít Kopřiva                   | 2         | 0      |
| 2      | Mitchell Krueger              | 2         | 0      |
| 2      | Michail Kukuškin              | 2         | 0      |
| 2      | Jérôme Kym                    | 2         | 0      |
| 2      | Pedro Martínez                | 2         | 0      |
| 2      | Sumit Nagal                   | 2         | 0      |
| 2      | Stefano Napolitano            | 2         | 0      |
| 2      | Luca Nardi                    | 2         | 0      |
| 2      | Francesco Passaro             | 2         | 0      |
| 2      | Lucas Pouille                 | 2         | 0      |
| 2      | Leandro Riedi                 | 2         | 0      |
| 2      | Roman Safiullin               | 2         | 0      |
| 2      | Yasutaka Uchiyama             | 2         | 0      |
| 2      | Titouan Droguet               | 1         | 1      |
| 2      | João Fonseca                  | 1         | 1      |
| 2      | Facundo Mena                  | 1         | 1      |
| 2      | Nicolas Moreno de Alboran     | 1         | 1      |
| 2      | Brandon Nakashima             | 1         | 1      |
| 2      | Arthur Rinderknech            | 1         | 1      |
| 2      | Oriol Roca Batalla            | 1         | 1      |
| 2      | Dan Added                     | 0         | 2      |
| 2      | Mateus Alves                  | 0         | 2      |
| 2      | Romain Arneodo                | 0         | 2      |
| 2      | Sriram Balaji                 | 0         | 2      |
| 2      | Andre Begemann                | 0         | 2      |
| 2      | Filip Bergevi                 | 0         | 2      |
| 2      | Charles Broom                 | 0         | 2      |
| 2      | Francisco Cabral              | 0         | 2      |
| 2      | Anirudh Chandrasekar          | 0         | 2      |
| 2      | Daniel Cukierman              | 0         | 2      |
| 2      | Robert Galloway               | 0         | 2      |
| 2      | Hans Hach Verdugo             | 0         | 2      |
| 2      | Benjamin Hassan               | 0         | 2      |
| 2      | Harri Heliövaara              | 0         | 2      |
| 2      | Ray Ho                        | 0         | 2      |
| 2      | Conner Huertas del Pino       | 0         | 2      |
| 2      | Arjun Kadhe                   | 0         | 2      |
| 2      | Vasil Kirkov                  | 0         | 2      |
| 2      | Benjamin Lock                 | 0         | 2      |
| 2      | Luis David Martínez           | 0         | 2      |
| 2      | Sergio Martos Gornés          | 0         | 2      |
| 2      | Nam Ji-sung                   | 0         | 2      |
| 2      | Henry Patten                  | 0         | 2      |
| 2      | Jakub Paul                    | 0         | 2      |
| 2      | John Peers                    | 0         | 2      |
| 2      | David Pel                     | 0         | 2      |
| 2      | Hunter Reese                  | 0         | 2      |
| 2      | Arthur Reymond                | 0         | 2      |
| 2      | Finn Reynolds                 | 0         | 2      |
| 2      | Fernando Romboli              | 0         | 2      |
| 2      | Vitaliy Sachko                | 0         | 2      |
| 2      | Benjamin Sigouin              | 0         | 2      |
| 2      | David Stevenson               | 0         | 2      |
| 2      | Kaichi Uchida                 | 0         | 2      |
| 2      | Mick Veldheer                 | 0         | 2      |
| 2      | Seita Watanabe                | 0         | 2      |
| 1      | Duje Ajduković                | 1         | 0      |
| 1      | Adrian Andreev                | 1         | 0      |
| 1      | Federico Arnaboldi            | 1         | 0      |
| 1      | Facundo Bagnis                | 1         | 0      |
| 1      | Marcelo Tomás Barrios Vera    | 1         | 0      |
| 1      | Nikoloz Basilašvili           | 1         | 0      |
| 1      | Ričardas Berankis             | 1         | 0      |
| 1      | Zizou Bergs                   | 1         | 0      |
| 1      | Robin Bertrand                | 1         | 0      |
| 1      | Blaise Bicknell               | 1         | 0      |
| 1      | Alexander Blockx              | 1         | 0      |
| 1      | Nuno Borges                   | 1         | 0      |
| 1      | Gijs Brouwer                  | 1         | 0      |
| 1      | Edas Butvilas                 | 1         | 0      |
| 1      | Murphy Cassone                | 1         | 0      |
| 1      | Arthur Cazaux                 | 1         | 0      |
| 1      | Clément Chidekh               | 1         | 0      |
| 1      | Jan Choinski                  | 1         | 0      |
| 1      | Enzo Couacaud                 | 1         | 0      |
| 1      | Tarō Daniel                   | 1         | 0      |
| 1      | Luciano Darderi               | 1         | 0      |
| 1      | Jesper de Jong                | 1         | 0      |
| 1      | Guy den Ouden                 | 1         | 0      |
| 1      | Gabriel Diallo                | 1         | 0      |
| 1      | James Duckworth               | 1         | 0      |
| 1      | Antoine Escoffier             | 1         | 0      |
| 1      | Christopher Eubanks           | 1         | 0      |
| 1      | Juan Pablo Ficovich           | 1         | 0      |
| 1      | Arthur Fils                   | 1         | 0      |
| 1      | Fabio Fognini                 | 1         | 0      |
| 1      | Richard Gasquet               | 1         | 0      |
| 1      | Hugo Gaston                   | 1         | 0      |
| 1      | Vilius Gaubas                 | 1         | 0      |
| 1      | David Goffin                  | 1         | 0      |
| 1      | Borna Gojo                    | 1         | 0      |
| 1      | Álvaro Guillén Meza           | 1         | 0      |
| 1      | Nick Hardt                    | 1         | 0      |
| 1      | Gustavo Heide                 | 1         | 0      |
| 1      | Pierre-Hugues Herbert         | 1         | 0      |
| 1      | Rinky Hijikata                | 1         | 0      |
| 1      | Marc-Andrea Hüsler            | 1         | 0      |
| 1      | Omar Jasika                   | 1         | 0      |
| 1      | Ergi Kırkın                   | 1         | 0      |
| 1      | Dominik Koepfer               | 1         | 0      |
| 1      | Dimitar Kuzmanov              | 1         | 0      |
| 1      | Patrick Kypson                | 1         | 0      |
| 1      | Martín Landaluce              | 1         | 0      |
| 1      | Alejo Lorenzo Lingua Lavallén | 1         | 0      |
| 1      | Gianluca Mager                | 1         | 0      |
| 1      | Aidan Mayo                    | 1         | 0      |
| 1      | Mackenzie McDonald            | 1         | 0      |
| 1      | Nicolás Mejía                 | 1         | 0      |
| 1      | Elmer Møller                  | 1         | 0      |
| 1      | Alejandro Moro Cañas          | 1         | 0      |
| 1      | Alexandre Müller              | 1         | 0      |
| 1      | Jaume Munar                   | 1         | 0      |
| 1      | Naoki Nakagawa                | 1         | 0      |
| 1      | Mariano Navone                | 1         | 0      |
| 1      | Kei Nishikori                 | 1         | 0      |
| 1      | Christopher O'Connell         | 1         | 0      |
| 1      | Gonçalo Oliveira              | 1         | 0      |
| 1      | Zsombor Piros                 | 1         | 0      |
| 1      | Ethan Quinn                   | 1         | 0      |
| 1      | Albert Ramos Viñolas          | 1         | 0      |
| 1      | Mats Rosenkranz               | 1         | 0      |
| 1      | Valentin Royer                | 1         | 0      |
| 1      | Rei Sakamoto                  | 1         | 0      |
| 1      | Joel Josef Schwärzler         | 1         | 0      |
| 1      | Sho Shimabukuro               | 1         | 0      |
| 1      | Timofej Skatov                | 1         | 0      |
| 1      | Henri Squire                  | 1         | 0      |
| 1      | Carlos Taberner               | 1         | 0      |
| 1      | Alejandro Tabilo              | 1         | 0      |
| 1      | Thiago Agustín Tirante        | 1         | 0      |
| 1      | Juan Bautista Torres          | 1         | 0      |
| 1      | Marco Trungelliti             | 1         | 0      |
| 1      | Daniel Vallejo                | 1         | 0      |
| 1      | Juan Pablo Varillas           | 1         | 0      |
| 1      | Jiří Veselý                   | 1         | 0      |
| 1      | Wu Tung-lin                   | 1         | 0      |
| 1      | Wu Yibing                     | 1         | 0      |
| 1      | Abedallah Shelbayh            | 0         | 1      |
| 1      | Colin Sinclair                | 0         | 1      |
| 1      | Rubin Statham                 | 0         | 1      |
| 1      | Arthur Fery                   | 0         | 1      |
| 1      | Joshua Paris                  | 0         | 1      |
| 1      | Jay Clarke                    | 0         | 1      |
| 1      | Arklon Huertas del Pino       | 0         | 1      |
| 1      | Pedro Sakamoto                | 0         | 1      |
| 1      | Alex Bolt                     | 0         | 1      |
| 1      | Petros Tsitsipas              | 0         | 1      |
| 1      | Scott Duncan                  | 0         | 1      |
| 1      | Max Houkes                    | 0         | 1      |
| 1      | Clément Tabur                 | 0         | 1      |
| 1      | Renzo Olivo                   | 0         | 1      |
| 1      | Sadio Doumbia                 | 0         | 1      |
| 1      | Fabien Reboul                 | 0         | 1      |
| 1      | Matteo Martineau              | 0         | 1      |
| 1      | Mattia Bellucci               | 0         | 1      |
| 1      | Rémy Bertola                  | 0         | 1      |
| 1      | Boris Arias                   | 0         | 1      |
| 1      | Federico Zeballos             | 0         | 1      |
| 1      | Gonzalo Escobar               | 0         | 1      |
| 1      | Oleksandr Nedovjesov          | 0         | 1      |
| 1      | Carlos Sánchez Jover          | 0         | 1      |
| 1      | Zdeněk Kolář                  | 0         | 1      |
| 1      | Oliver Crawford               | 0         | 1      |
| 1      | Jeevan Nedunchezhiyan         | 0         | 1      |
| 1      | Lee Jea-moon                  | 0         | 1      |
| 1      | Song Min-kyu                  | 0         | 1      |
| 1      | Simon Freund                  | 0         | 1      |
| 1      | Johannes Ingildsen            | 0         | 1      |
| 1      | Luís Britto                   | 0         | 1      |
| 1      | Gonzalo Villanueva            | 0         | 1      |
| 1      | Roberto Cid Subervi           | 0         | 1      |
| 1      | Constantin Frantzen           | 0         | 1      |
| 1      | Hendrik Jebens                | 0         | 1      |
| 1      | Calum Puttergill              | 0         | 1      |
| 1      | Roy Stepanov                  | 0         | 1      |
| 1      | Andrés Urrea                  | 0         | 1      |
| 1      | Ben Jones                     | 0         | 1      |
| 1      | Vladyslav Manafov             | 0         | 1      |
| 1      | Patrik Niklas-Salminen        | 0         | 1      |
| 1      | Ivan Liutarevich              | 0         | 1      |
| 1      | Quentin Halys                 | 0         | 1      |
| 1      | Courtney John Lock            | 0         | 1      |
| 1      | Javier Barranco Cosano        | 0         | 1      |
| 1      | Neil Oberleitner              | 0         | 1      |
| 1      | Robin Haase                   | 0         | 1      |
| 1      | Cezar Crețu                   | 0         | 1      |
| 1      | Bogdan Pavel                  | 0         | 1      |
| 1      | Cannon Kingsley               | 0         | 1      |
| 1      | Andrés Andrade                | 0         | 1      |
| 1      | Mac Kiger                     | 0         | 1      |
| 1      | Egor Agafonov                 | 0         | 1      |
| 1      | Ilia Simakin                  | 0         | 1      |
| 1      | Volodymyr Uzhylovskyi         | 0         | 1      |
| 1      | Li Tu                         | 0         | 1      |
| 1      | Íñigo Cervantes               | 0         | 1      |
| 1      | André Göransson               | 0         | 1      |
| 1      | Jonáš Forejtek                | 0         | 1      |
| 1      | Michael Vrbenský              | 0         | 1      |
| 1      | Diego Hidalgo                 | 0         | 1      |
| 1      | John-Patrick Smith            | 0         | 1      |
| 1      | Ivan Sabanov                  | 0         | 1      |
| 1      | Matej Sabanov                 | 0         | 1      |
| 1      | Chung Yun-seong               | 0         | 1      |
| 1      | Denys Molčanov                | 0         | 1      |
| 1      | David Pichler                 | 0         | 1      |
| 1      | David Vega Hernández          | 0         | 1      |
| 1      | Miloš Karol                   | 0         | 1      |
| 1      | Cristian Rodríguez            | 0         | 1      |
| 1      | Aleksandre Bakshi             | 0         | 1      |
| 1      | Yankı Erel                    | 0         | 1      |
| 1      | Alex Lawson                   | 0         | 1      |
| 1      | Juan Carlos Aguilar           | 0         | 1      |
| 1      | Sascha Gueymard Wayenburg     | 0         | 1      |
| 1      | Sun Fajing                    | 0         | 1      |
| 1      | Te Rigele                     | 0         | 1      |
| 1      | Oleksii Krutykh               | 0         | 1      |
| 1      | Pruchya Isaro                 | 0         | 1      |
| 1      | Wang Aoran                    | 0         | 1      |
| 1      | Florent Bax                   | 0         | 1      |
| 1      | Karan Singh                   | 0         | 1      |
| 1      | Patrick Harper                | 0         | 1      |
| 1      | Johannus Monday               | 0         | 1      |
| 1      | Lucas Miedler                 | 0         | 1      |

### Titoli vinti per nazione
| Titoli | Nazione                       | Singolare | Doppio |
| ------ | ----------------------------- | --------- | ------ |
| 54     | Stati Uniti                   | 18        | 36     |
| 50     | Francia                       | 24        | 26     |
| 35     | Argentina                     | 22        | 13     |
| 30     | Australia                     | 9         | 21     |
| 29     | Regno Unito                   | 5         | 24     |
| 21     | Giappone                      | 10        | 11     |
| 19     | Spagna                        | 11        | 8      |
| 18     | Paesi Bassi                   | 3         | 15     |
| 16     | Italia                        | 12        | 4      |
| 16     | Brasile                       | 2         | 14     |
| 14     | India                         | 2         | 12     |
| 13     | Germania                      | 3         | 10     |
| 11     | Svizzera                      | 8         | 3      |
| 11     | Polonia                       | 5         | 6      |
| 10     | Rep. Ceca                     | 3         | 7      |
| 8      | Portogallo                    | 4         | 4      |
| 8      | Perù                          | 3         | 5      |
| 7      | Bolivia                       | 4         | 3      |
| 7      | Canada                        | 1         | 6      |
| 6      | Bosnia ed Erzegovina          | 6         | 0      |
| 6      | Finlandia                     | 3         | 3      |
| 6      | Taipei cinese                 | 3         | 3      |
| 6      | Austria                       | 2         | 4      |
| 6      | Cile                          | 2         | 4      |
| 6      | Colombia                      | 1         | 5      |
| 6      | Libano                        | 1         | 5      |
| 5      | Belgio                        | 5         | 0      |
| 5      | Cina                          | 3         | 2      |
| 5      | Monaco                        | 3         | 2      |
| 5      | Messico                       | 0         | 5      |
| 5      | Tunisia                       | 0         | 5      |
| 5      | Ucraina                       | 0         | 5      |
| 4      | Danimarca                     | 3         | 1      |
| 4      | Kazakistan                    | 3         | 1      |
| 4      | Slovacchia                    | 3         | 1      |
| 4      | Ecuador                       | 1         | 3      |
| 4      | Corea del Sud                 | 0         | 4      |
| 4      | Romania                       | 0         | 4      |
| 4      | Svezia                        | 0         | 4      |
| 3      | Lituania                      | 3         | 0      |
| 3      | Sudafrica                     | 3         | 0      |
| 3      | Venezuela                     | 1         | 2      |
| 3      | Israele                       | 0         | 3      |
| 3      | Nuova Zelanda                 | 0         | 3      |
| 2      | Bulgaria                      | 2         | 0      |
| 2      | Croazia                       | 2         | 0      |
| 2      | Georgia                       | 1         | 1      |
| 2      | Rep. Dominicana               | 1         | 1      |
| 2      | Turchia                       | 1         | 1      |
| 2      | Zimbabwe                      | 0         | 2      |
| 1      | Giamaica                      | 1         | 0      |
| 1      | Paraguay                      | 1         | 0      |
| 1      | Ungheria                      | 1         | 0      |
| 1      | Giordania                     | 0         | 1      |
| 1      | Grecia                        | 0         | 1      |
| 1      | Isole Marianne Settentrionali | 0         | 1      |
| 1      | Serbia                        | 0         | 1      |
| 1      | Thailandia                    | 0         | 1      |